# 長野県方言

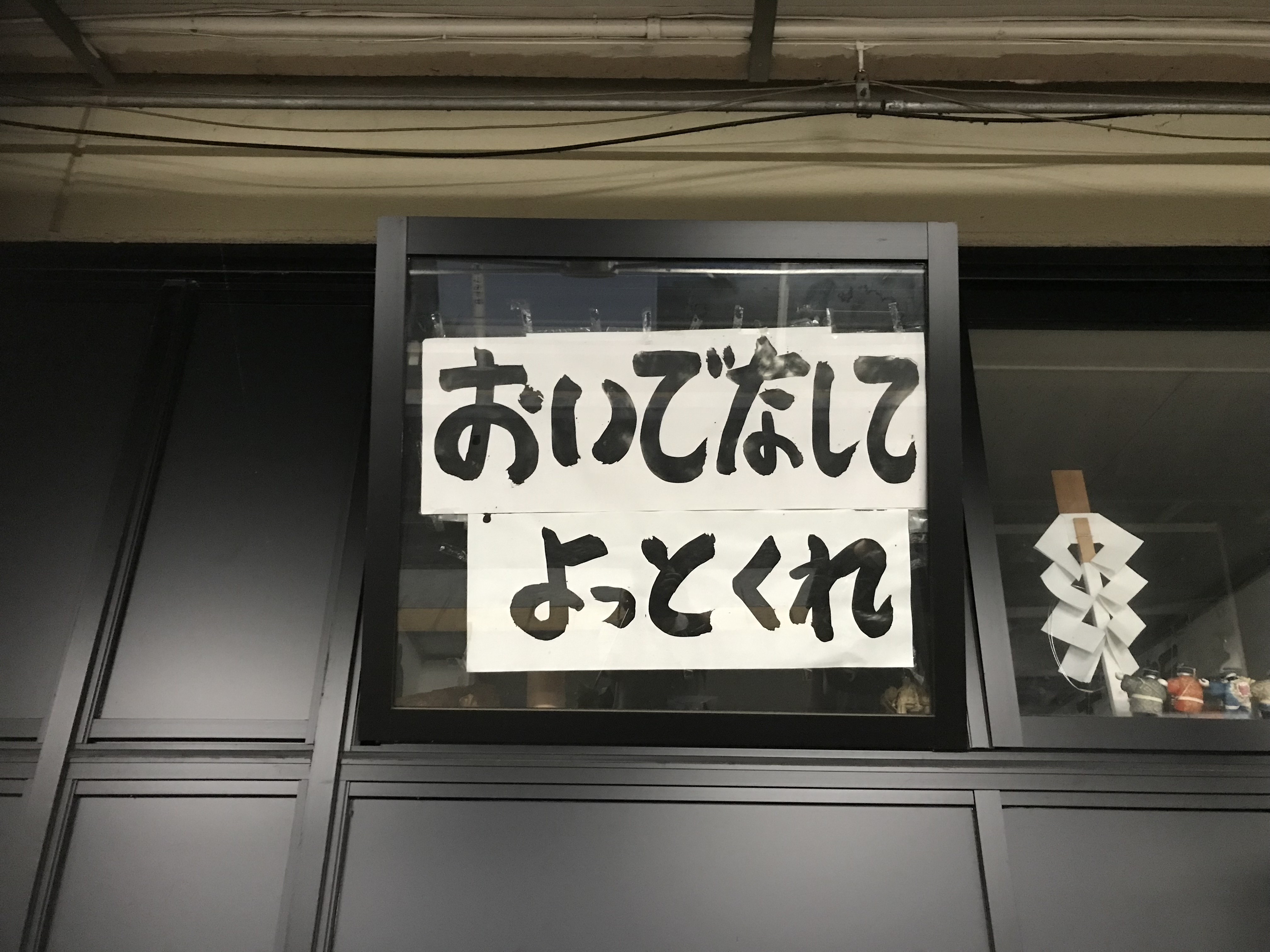
諏訪方言の一例。下諏訪駅にて2023年に撮影。

長野県方言（ながのけんほうげん）、または信州弁（しんしゅうべん）は、長野県で話される日本語の方言の総称である。方言区画上の分類としては、東海東山方言に属す。山梨県の方言（甲州弁）や静岡県の方言（静岡弁・遠州弁・伊豆弁）とあわせて「ナヤシ方言」と総称されることもある（都竹通年雄（1949年）の説）。

## 概要
概ね東日本方言に属するが、南部では西日本方言的特徴も多く見られるため、畑美義、福沢武一、矢島満美など、南信方言を西日本方言に含む可能性について研究した学者もいる。
また、長野県は南北に長く地形的にも複雑で、それぞれの地域・盆地ごとに文化の違いがあるため、それぞれの地域ごとで独自に発達した方言や、隣接する都道府県からの流入によってもたらされた方言が多く見られ、県全域で通じる方言とそうでないものに二分される。藤原与一は長野県は「方言のるつぼ」であると述べている。東条操は具体的な例として、佐久地域は関東方言に近く、伊那、木曽地域は岐阜・愛知方言に近いと述べている。また馬瀬良雄によれば、北信は越後方言、諏訪地域は甲州弁との共通点が見られる。
長野、新潟県境の秋山郷は音韻体系や文法が特異な言語島となっている。越後方言との連続性もある。
長野県方言の位置・系統・分類等に関する研究の詳細は

### 方言意識
話者（インフォーマント）の方言観として、「信州弁（或いは自分の居住する地域の方言）はごく一部の語彙を除けば、共通語や東京周辺の首都圏方言とほぼ同じだ」と錯覚している者の多いことは、長野県下各地の共通項として挙げられる。実際には語彙が東海東山方言的であり、後述するアクセント体系に決定的な違いがある他、文の抑揚（イントネーション）が共通語に比べてやや大きい。また、いわゆる「気がつきにくい方言」や、共通語と同じ語彙でありながら用法がドメスティックなために県外では伝わらないものなども数多く存在する。
また地域差については、「同じ信州でも木曽の南や伊那谷の飯田へ行くと、ことばが優しくなりどことなく関西弁に似たところが出てくる」、「佐久へ行くとことばが荒っぽく勇ましくなる。ヒとシを間違えるとこなんか、江戸っ子のことばに近い」、「長野市では、イとエは一緒で『胃』も『柄』も区別のない人がいる。越後と繋がっているという感じだ。」などと言った意識が持たれる場合がある。

### 方言区画
長野県下の方言区画は、馬瀬良雄が青木千代吉の区画をベースとし2003年に(「信州のことば」)で提示した以下の区画が最も一般的である。一般的な地域区画とは多少異なった区分が用いられる。
| 大区画     | 小区画     | 地域                                                                                         |
| ---------- | ---------- | -------------------------------------------------------------------------------------------- |
| 長野県方言 | 奥信濃方言 | 栄村のみ                                                                                     |
| 長野県方言 | 北信方言   | 長野地域（南部を除く）、北信地域（栄村を除く）                                               |
| 長野県方言 | 東信方言   | 長野地域南部、上田地域、佐久地域                                                             |
| 長野県方言 | 中信方言   | 松本地域（旧奈川村、旧楢川村除く）、北アルプス地域、諏訪地域、上伊那地域北部（太田切川以北） |
| 長野県方言 | 南信方言   | 南信州地域、上伊那地域南部（太田切川以南）、 木曽地域（旧奈川村・旧楢川村を含む）            |

基盤となった青木千代吉の区画は以下の通りである。中区画が5、小区画が14ある。
- 奥信濃方言（小谷地域、北信地域北部（岳北地域））
  - 小谷地域
  - 岳北地域
- 北信方言（長野地域（南部を除く）、北信地域南部（岳南地域））
  - 上高井地域、上水内地域、岳南地域
  - 更埴地域北部
- 東信方言（長野地域南部、上田地域、佐久地域）
  - 長野地域南部、上田地域
  - 佐久地域
- 中信方言（松本地域、北アルプス地域（北部除く）、諏訪地域、上伊那地域北部）
  - 松本地域、北アルプス地域（北部除く）
  - 諏訪地域
  - 上伊那地域北部
- 南信方言（南信州地域、上伊那地域南部、木曽地域）
  - 上伊那地域南部、南信州地域北部（旧飯田市以北）
  - 南信州地域南部
  - 木曽地域北部
  - 木曽地域山間部
  - 木曽地域南部

また、以下のような区画もある（浅川清栄の区画）。
| 大区画     | 中区画   | 地域                                                                                         | 小区画                                                                            | 地域                                                                              | 細区画                                                                            | 地域                                                                              |
| ---------- | -------- | -------------------------------------------------------------------------------------------- | --------------------------------------------------------------------------------- | --------------------------------------------------------------------------------- | --------------------------------------------------------------------------------- | --------------------------------------------------------------------------------- |
| 長野県方言 | 北部方言 | 北信地方、東信地方                                                                           |                                                                                   |                                                                                   |                                                                                   |                                                                                   |
| 長野県方言 | 北部方言 | 北信地方、東信地方                                                                           | 北信方言                                                                          | 長野地域、北信地域                                                                | 長野地域、北信地域                                                                | 長野地域、北信地域                                                                |
| 長野県方言 | 北部方言 | 北信地方、東信地方                                                                           | 東信方言                                                                          | 上田地域、佐久地域                                                                |                                                                                   |                                                                                   |
| 長野県方言 | 北部方言 | 北信地方、東信地方                                                                           | 東信方言                                                                          | 上田地域、佐久地域                                                                | 上小方言                                                                          | 上田地域                                                                          |
| 長野県方言 | 北部方言 | 北信地方、東信地方                                                                           | 東信方言                                                                          | 上田地域、佐久地域                                                                | 佐久方言                                                                          | 佐久地域                                                                          |
| 長野県方言 | 中部方言 | 松本地域（旧奈川村、旧楢川村除く）、北アルプス地域、諏訪地域、上伊那地域北部（太田切川以北） |                                                                                   |                                                                                   |                                                                                   |                                                                                   |
| 長野県方言 | 中部方言 | 松本地域（旧奈川村、旧楢川村除く）、北アルプス地域、諏訪地域、上伊那地域北部（太田切川以北） | 安筑方言                                                                          | 松本地域（旧奈川村、旧楢川村除く）、北アルプス地域                                | 松本地域（旧奈川村、旧楢川村除く）、北アルプス地域                                | 松本地域（旧奈川村、旧楢川村除く）、北アルプス地域                                |
| 長野県方言 | 中部方言 | 松本地域（旧奈川村、旧楢川村除く）、北アルプス地域、諏訪地域、上伊那地域北部（太田切川以北） | 諏訪上伊那方言                                                                    | 諏訪地域、上伊那地域北部（太田切川以北）                                          | 諏訪地域、上伊那地域北部（太田切川以北）                                          | 諏訪地域、上伊那地域北部（太田切川以北）                                          |
| 長野県方言 | 南部方言 | 南信州地域、上伊那地域南部（太田切川以南）、 木曽地域（旧奈川村・旧楢川村を含む）            | 南信州地域、上伊那地域南部（太田切川以南）、 木曽地域（旧奈川村・旧楢川村を含む） | 南信州地域、上伊那地域南部（太田切川以南）、 木曽地域（旧奈川村・旧楢川村を含む） | 南信州地域、上伊那地域南部（太田切川以南）、 木曽地域（旧奈川村・旧楢川村を含む） | 南信州地域、上伊那地域南部（太田切川以南）、 木曽地域（旧奈川村・旧楢川村を含む） |

### 比較表
|                      |                       | 南信方言          | 南信方言        | 南信方言                | 中信方言              | 東信方言                        | 北信方言                                    | 奥信濃方言                            |
| 開田高原             | 木曽福島              | 飯田              | 松本            | 佐久                    | 長野                  | 秋山郷                          |                                             |                                       |
| -------------------- | --------------------- | ----------------- | --------------- | ----------------------- | --------------------- | ------------------------------- | ------------------------------------------- | ------------------------------------- |
| アクセント型         | アクセント型          | 中輪東京式        | 中輪東京式      | 中輪東京式              | 中輪東京式            | 中輪東京式                      | 外輪東京式                                  | 外輪東京式                            |
| アクセント遅上がり   | アクセント遅上がり    | ○                 | ○               | ×                       | ×                     | ×                               | ×                                           | ×                                     |
| 母音の音素数         | 母音の音素数          | 5                 | 5               | 5                       | 5                     | 5                               | 5                                           | 7                                     |
| 連母音融合           | ai (例．無い→ネー)    | ○                 | ×               | ×                       | ○                     | ○                               | ○                                           | ○                                     |
| 連母音融合           | oi (例．凄い→スゲー)  | ○                 | ×               | ×                       | ○                     | ○                               | ○                                           | ○                                     |
| 連母音融合           | ui (例．寒い→サミー)  | ○                 | ×               | ×                       | ○                     | ○                               | ○                                           | ○                                     |
| 母音無声化           | 母音無声化            | ○                 | ×               | ×                       | ×                     | ○                               | ○                                           | ○                                     |
| シラビーム性         | シラビーム性          | ○                 | ×               | ×                       | ×                     | ×                               | ×                                           | ○                                     |
| 「イ」と「エ」の混同 | 「イ」と「エ」の混同  | ×                 | ×               | ×                       | ×                     | ○                               | ○                                           | ○                                     |
| 「ヒ」と「シ」の混同 | 「ヒ」と「シ」の混同  | ×                 | ×               | ×                       | ×                     | ◯                               | ×                                           | ×                                     |
| 撥音の連声           | 撥音の連声            | ×                 | ×               | ×                       | ×                     | ×                               | ○                                           | ○                                     |
| 否定                 | 否定                  | …ん               | …ん             | …ん                     | …ない（ねえ）         | …ない（ねえ）                   | …ない（ねえ）                               | …ねぁ                                 |
| 過去否定             | 過去否定              | …なんだ           | …なんだ         | …なんだ                 | …なんだ               | …なかった                       | …なかった                                   | …なかった …ねぁっけ                   |
| 否定条件             | 否定条件              | …にゃあ           | …にゃあ         | …にゃあ                 | …にゃあ、 …なきゃ     | …なけりゃ、 …なきゃ、 …なくちゃ | …なけりゃ、 …ねけりゃ、 …なくちゃ、 …んじゃ | …ねぁーけりゃ、 …ねぁーけば、 …なけば |
| 居る                 | 居る                  | いた、 いだ       | おる            | おる                    | いる                  | いる                            | いる                                        | いる                                  |
| 継続態               | 継続態                | …いた、 …いだ     | …よる           | …とる                   | …てる                 | …てる                           | …てる                                       | …てる                                 |
| 結果態               | 結果態                | …ていた、 …ていだ | …とる           | …とる                   | …てる（…た）          | …てる（…た）                    | …てる（…た）                                | …てる（…た）                          |
| 命令形               | 命令形                | …ろ、 …れ         | …ろ             | …よ                     | …ろ                   | …ろ                             | …ろ                                         | …ろ、 …れ                             |
| サ行イ音便           | サ行イ音便            | ○                 | ○               | ○                       | ×                     | ×                               | ×                                           | ×                                     |
| 理由                 | 理由                  | …で、 …に         | …で、 …に       | …で、 …に               | …で、 …に             | …から、 …に                     | …から、 …んで                               | …すけぁ                               |
| 推量                 | 動詞 形容詞           | …だらず、 …ずら   | …ずら           | …んだら、 …んずら、 …ら | …ずら                 | …だらず、 …ずら、 …べえ         | …だらず、 …だろう、 …しない                 | …だろぁ、 …べえ                       |
| 推量                 | 体言 形容動詞（語幹） | …だらず、 …ずら   | …ずら           | …だら、 …ずら           | …ずら                 | …だらず、 …ずら                 | …だらず、 …だろう、 …だしない               | …だろぁ                               |
| 勧誘                 | 勧誘                  | …まいか、 …んか   | …まいか、 …んか | …まいか、 …んか(な)     | …ずか、 …ねえか、 …や | …ざあ、 …ねえか、 …べえ         | …ずか、 …ねえか、 …しない                   | …べえ                                 |
| 方向                 | 方向                  | …エ(イ)           | …エ(イ)         | …エ(イ)                 | …エ(イ)               | …セ                             | …エ                                         | …エ                                   |
| 敬語表現             | 敬語表現              | 無敬語            | 単純            | 複雑                    | 単純                  | 単純                            | 複雑                                        | 単純                                  |

## 「郡境」と「言境」
郡境と言境は必ずしも一致しない場合も多い。例えば、馬瀬良雄の方言区画では奥信濃のうち栄村のみが他の地域と切り離されて奥信濃方言となり、上伊那地域の南部は下伊那方言圏に含まれ、更級地域・埴科地域のそれぞれ南部は上小方言圏に含まれているなどである。
そのほか福沢武一は、旧信州新町や旧大岡村などについても他の北信地方とは切り離して中信地方の北安曇方言圏に含めるのが妥当であるとしているが、馬瀬良雄は概ね行政区分上の北信と中信の境界に沿う案を提案している。
また中信方言を「狭義の中信方言(浅川清栄区画でいう安筑方言に相当)」と「諏訪・上伊那中北部方言」に二分する場合、辰野町北部は上伊那側ではなく狭義の中信方言(松本市や塩尻市側)に含めるべきとの見解も述べているなどがある。
特に上伊那地域では詳しい調査が実施されている。

## 文法
- 東西方言の語法上の対立
  - 「だ」と「じゃ(や)」：平叙文におけるコピュラと形容動詞の語尾は県のほぼ全域で東日本方言の特徴である「だ」である[8]が、旧奈川村入山では高年層で「じゃ」を使い、「入山のジャことば」として有名である[16]。
  - 「…ない」と「…ん」：動詞の否定は、南信方言で西日本方言の特徴である「未然形＋ん」を用い、他地域で東日本方言の特徴である「未然形＋ない（ねえ）」を用いる。最も、中信方言の南信方言と接する地域では「…ん」と「…ない」を併用する[6][19][20]。中信方言における「連用形＋ます」の否定は「連用形＋ません」ではなく「連用形＋ましねえ」である[21]。
  - 「…なかった」と「…なんだ」：動詞の過去否定は、中信・南信方言全域及びこれに接する北信方言の一部で西日本方言の特徴である「未然形＋なんだ」を用い、北信・東信方言の大部分では東日本方言の特徴である「未然形＋なかった」を用いる[6][19][20]。南信方言における「連用形＋ます」の過去否定は「連用形＋ませなんだ」[22]。
  - 「…なければ」と「…ねば」：否定条件は中信・南信方言全域及びこれに接する北信・東信方言の一部で西日本方言の特徴である「未然形＋にゃあ」を用い、中信・北信・東信方言では東日本方言の特徴である「未然形＋なければ（なけりゃ、ねけりゃ、なきゃ）」を用いる。すなわち、中信方言では両方用いられている。また北信方言や中信方言北部などでは「未然形+んじゃ」、中信方言と南信方言の接触地域では「未然形+んけりゃ」なども用いられる[6][19][20]。南信方言では「…なければならない」は「…にゃならん」のほか「…んならん」という言い方も用いられる[23]。
  - 「…ろ」と「…よ」：一段活用動詞やサ行変格活用動詞の命令形語尾は伊那谷中南部と木曽谷南端部で西日本方言の特徴である「命令形＋よ」となり、そのほかの地域では東日本方言の特徴である「命令形＋ろ」となる[15][6]。
  - サ行イ音便の有無：サ行五段活用動詞が過去の助動詞「た」や接続助詞「て」などに続く場合は、南信方言及び中信方言の伊那谷北部・諏訪地方で西日本方言の特徴であるイ音便を用い（後者では連母音が融合する）、「連用形＋した」「連用形＋して」が、それぞれ「連用形＋いた」「連用形＋いて」になる。そのほかの地域ではサ行イ音便のまとまった分布はなく、東日本方言的である[16]。
  - ワ行五段活用動詞のウ音便と促音便：「買った」、「払った」などは県の全域で東日本方言の特徴である促音便形をとり、「こーた」、「はろーた」とはならない[16]。
  - 形容詞連用形のウ音便の有無：「白く」、「赤く」などは県の全域で「しろー」、「あこー」と言ったようなウ音便を取らず東日本方言的である。しかし語や用法にとって分布対立に差が見られ、「早く」ではウ音便形「はよー」が木曽谷や伊那谷のあちこちに点在するようになり、「よく(来た)」ではウ音便形「よー」が木曽谷や伊那谷で非ウ音便形「よく」をはるかに上回っている[16][24]。
  - 継続態と結果態の区別の有無：動詞の進行形では南信方言で「連用形＋とる（ておる）」を用い、他地域で「連用形＋てる（ている）」を用いる。「…とる」は西日本方言の特徴でありアスペクト表現として「継続態」と「結果態」を語形で区別するものが多いが、木曽谷の北部を除いた地域で継続態と結果態の区別を持つ。二つのタイプがあり、木曽谷の平野部（中山道沿い）では継続態が「…よる（おる）」・継続態過去形が「…よった（おった）」、結果態が「…とる」・結果態過去形が「…とった」となり、木曽山間部では継続態が「…いた」・継続態過去形が「…いたった」、結果態が「…ていた」・結果態過去形が「…ていたった」となる。伊那谷中南部では継続態・結果態ともに「…とる」・過去形が「…とった」となり、「…とる」、「…とった」を用いる点では西日本方言的だが、継続態と結果態の区別を持たない点では東日本方言的である[6][25][15]。

- 推量表現
  - 「…ずら」：中信・南信方言と東信方言の佐久地域で「…ずら」が用いられる。松本地域では「…ずろ」となる場合もある。上伊那中部以南の地域では動詞、形容詞に接続する場合は「…んずら」となる[16][15]。
  - 「だら」：伊那谷と木曽谷南部で「…だら」が用いられる。動詞、形容詞に接続する場合は「…んだら」となる。「…ずら」が高年層を中心とした推量表現なのに対し「…だら」は若年層もよく用いる[16][15]。
  - 「…ら」：伊那谷と諏訪地域で「…ら」が用いられる。「…ら」は動詞と形容詞のみに接続する。上伊那南部以南では「…ら」は「…ずら」や「…だら」よりも確実性が高いという[16][15]。
  - 「…だらず」：北信方言と東信方言の上田地域では「…にてあらむとす」が変化した「…だらず」を用いる。「…だず」となる場合もある。また、多くの場合「…だろう」と併用される。
  - 「…べー」：秋山郷と佐久地域では「…べー」も用いる。佐久地域では若年層ほど使用するという[24]。
- 意志表現
  - 「…ず」：意志は「…むず」が変化した形を用いる。例えば「行こうと思う」という場合、「いかずと…」や「いかっと…」となる。
- 勧誘表現
  - 「…ずか」：北信・東信・中信方言で「…むず（わ/か）」が変化した形を用い、「行こうか」は佐久地域で「いかざあ」、そのほかの地域で「いかずか」などとなる[6]。
  - 「…まいか」：南信方言と中信方言南部では「…まいか」を用いる。「行こうか」は諏訪、上伊那北部で「いくまいか」、木曽谷南部で、「いこまいか」、そのほかの地域では「いかまいか」となる[15]。
  - 「…ねぇか」：北信・東信・中信方言で用いる。共通語の「…ないか」と同じ。
  - 「…んか」：南信方言とそれに接する中信方言で用いる。打ち消しが「…ん」であるためであり、共通語の「…ないか」と意味は同じ。
  - 「…じゃねーか」、「…じゃんか」：東信・中信・南信方言で用いる。「行こうか」は「いくじゃねーか」、「いくじゃんか」となる。
- 理由・原因
  - 「…に」：用言に接続する「…に」が北信方言の南部からほぼ全県で用いられるが、他県にはほとんど見られず、長野県独自である。ただし多くの場合「…で」などと併用され、「…に」を専ら用いるという地域は少ない[26] [6]。
  - 「…で、…もんで」：「…で」は、中信方言・南信方言で盛んに用いられるほか、北信方言西部や東信方言西部にも分布している。「…もんで」は共通語の「…ものだから」に相当し、用法が少し異なる。例えば、「雨が降るから傘を持っていけ」という際には「…で」は使えるが「…もんで」は使えない。分布は「…で」に似ているが、北信地域などでの分布が広くなる[27][26] [6]。
  - 「…から」：北信方言と東信方言に分布している。特に佐久地域に色濃い[6]。
  - 「…んで」：北信方言には「…んで」も多く分布する。その他の地域にも転々とした分布が見られる[6]。
  - 「…んて」：北信方言に転々と分布する[6]。
  - 「…さげ」、「…すけ」：奥信濃方言や飯山市、信濃町など新潟県との隣接部には「…さげ、…すけ」も多く分布する。長野地域にも転々とした分布がみられる[26] [6]。
  - 「…せー」：長野地域にわずかにみられる[26][6]。
  - 「…によって」：南信方言伊那地域の辺境で用いられる[6]。
  - 「…けん」：中野地域の方言集に載る。この地域では「…けれども」という意味でも「…けん」を用いることがある[16]。

- 敬語表現
  - 長野県方言では一般的に、 「尊敬語」「謙譲語」「丁寧語」を用いた敬語体系と、共通語にはない「敬意終助詞」を用いた敬語体系がある[28]。敬意終助詞は終助詞が持つ語義に敬意を表す待遇的意味が加算されたものであるが、すべての文に接続することは出来ず、文体形成機能は微弱である。その一方で、共通語に見られる「美化語」を用いた敬語表現は見られない地域が多い。ただし地域によってはこれらが当てはまらないこともある[28][16][6]。 参照：日本語における敬語

比較表
|            | 共通語 | 長野県方言 |
| ---------- | ------ | ---------- |
| 尊敬語     | 〇     | 〇         |
| 謙譲語     | 〇     | 〇         |
| 丁寧語     | 〇     | 〇         |
| 美化語     | 〇     | ×          |
| 敬意終助詞 | ×      | 〇         |

- その他
  - 動詞一般に接続して命令を強調する助詞は共通語の「よ」に対して、専ら「や」が用いられる。命令形に接続する助詞「や」には、「どっか行けや」（みんなでどこかへ出かけようぜ）のような共格的用法が存在する。
  - 木曽地方の山間部ではナ行・バ行・マ行の五段活用動詞の連用形が促音便化する[25]。
  - 諏訪地方では「もの」「の」「こと」等の準体助詞が省略され、用言が準体法をとることがある[29]。例えば「（そんなことを）言うのは誰だ」は「言うは誰だ」となる。共通語においても「聞くは一時の恥、聞かぬは一生の恥」のように様々な諺や格言に残る。
  - 動詞の未然形に可能の助詞「られる」がつく場合、能力可能表現であれば「ら」が脱落するが、状況可能表現であればそのままとなるといった使い分けがある地域が多い。 参照：ら抜き言葉
  - 動詞の前に促音・撥音を含む接頭語が挿入される傾向がある。
  - 伊那谷中南部（太田切川以南）と木曽谷南部では否定の表現に「…せん」も用いられ、岐阜県、愛知県と接する地域では「…へん」を使うこともある[30][16]。
  - 佐久地域では、方向を表すのに「…せ」を用いる。東北地方や関東地方の「…さ」と結びつくものであり、「…え」や「…い」を用いる県内のほかの地域とは明確な一線を画している[24]。
  - 上伊那南部から下伊那地方では「お…（動詞の連用形）…る（た）」という形の尊敬表現がある[31][16][6]。例えば「お書きになる（なった）」は「お書きる（お書きた）」となる。
  - 下伊那南部では漢字の熟語で構成される形容動詞の末尾が「い」に変化して形容詞化するものがみられる[32]。例えば「大儀な」は「大儀い」、「横着な」は「横着い」となる[6]。これらは三河方言と共通する特徴である。

## 語彙

### 広域
強調表現にアクセント。

注意：ここで挙げられている例は、地域的・世代的な差異があるので、ニュアンスなども含めて、必ずしも長野県全域・もしくは各地方であまねく通じるものではない。また、県外に共通のものも含まれることに留意されたい。
- あいく：（中信、南信）「歩く」の転訛。歩いていくは「あいってく」。
- あいさ：（全県）「あいだ（間）」の転訛。
- あおのけ：（北信、中信）「あおむけ（仰向け）」の転訛。
- あかす：（東信、南信）「告げる」「密告する」の意。
- あげる：（北信、中信）「嘔吐する」の意。
- あたける/あだける：（北信、中信、南信）「暴れ回る」の意。
- あっこ(1)、あっくい：（全県）「かかと」の意。
- あっこ(2)、あすこ：（全県）「あそこ」の転訛。
- あったら：（北信、東信）「惜しい」の意。
- あすぶ：（全県）「遊ぶ」の転訛。
- あのけんまく/あんねんまく：（北信、東信、中信）「あんなにもたくさん」の意。
- あばける：（北信、東信、中信）「ふざけて騒ぐ」の意。
- あまびらかす：（北信、東信）「焦がす」の意。
- あまぶれる：（北信、東信）「焦げる」の意。
- あめんぼう：（東信、中信）「つらら」の意。
- あらかた：（北信、東信）「ほぼ」の意。用例：「あらかた完成した。」
- あらびる：（中信、南信）「暴れる」の意。
- いきあう： （全県）「出くわす」「（偶然に）遭遇する」の意。予め待ち合わせた場合には使用しない。
- いきれる：（北信、東信、中信）「蒸し暑くなる」「蒸れる」の意。
- いこ/えこ：（北信、東信、中信）「甚だ」「度が過ぎて」の意。古語の形容詞「厳し（いかし）」の副詞的用法に由来。
- いごく/いのく：（東信、中信、南信）「動く」の意。
- いじれる：（北信、中信、南信）「癇癪を起こす」の意。
- いたかい：（北信、中信、木曽）「いらっしゃいましたか」「ご在宅でしたか」の意。訪問時の挨拶。
- いただきました：（北信、中信)／いただきました(南信)「ごちそうさまでした」に相当する挨拶。「いただきます」と対応させている。
- いちゃつく：（全県）「狼狽する」「あわてふためく」の意。
- …いつ：（北信、東信、中信）「…頃」の意。用例：「あさっていつ届く」
- いつける：（北信、東信）「結びつける」の意。用例：「柱にいつける」
- いっける：（北信、東信）「（上に）乗せる」の意。用例：「棚の上にいっける」
- いとに：（北信、東信、中信）「…あいだに、…うちに」の意。「暇（いとま）に」が変化したものと思われる。用例：「目を離してるいとにどこかへ消えた。」
- いぼ（えぼ）をつる：（全県）「すねる」の意。北信では「えぼ」、それ以外では「いぼ」。
- うってがえし：（中信、南信）「口答え」の意。本来は囲碁用語だが、共通語にはない意味合いがある。
- うとい：（中信、南信）「愚かな」「鈍感な」の意。
- うなでに：（北信、東信）「自然に」「おのずと」の意。
- ええまち：（全県）「過ち」の転訛。「怪我」の意。後述する「あや」が「ええ」に転訛する例。用例：「工事でええまちした」
- えごい：（北信、南信）「あくが強い」「にがい」の意。
- えぶ：（北信、東信、中信）「歩く」の意。用例：「えべ」
- えらい(1)：（全県）「とても」「ずいぶん」の意味。副詞形「えらく」も。用例：「えらい（えらく）待たせたな」
- えらい(2)：（中信、南信）「大変だ」「難儀だ」の意。用例：「10キロの道のりを徒歩で来てえらかった」
- おおけん：（全県）「おおよそ」「概して」の意。
- おこつる：（東信、中信）「怠る」の転訛。
- おおふう：（北信、東信、中信）「気前がいい」の意。
- おく：（北信、東信、中信）「遠慮する」「しないでおく」の意。
- おくらぶち：（全県）「囲炉裏を囲む木枠」の意。
- おしこくる：（東信、中信）「力強く押す」の意。
- おじょうこ：（北信、東信）「生意気」の意。
- おぞい：（全県）「粗悪な」の意。
- おたくら：（北信、東信）「冗談」「無駄話」の意。
- おだむ：（北信、東信、中信）「穏やかになる」「（雨風雪が）止む」の意。「おだゆむ（小弛む）」に由来。
- おちょうべ：（北信、東信、中信）「媚び諂い」の意。
- おつくべ/おつくばい/おつくわり：（東信、中信）「正座」の意。「ひれ伏す」の意味で使う地域もある。動詞形は「つくばう」または「つくべる」。
- おっさま：（中信、南信）「和尚さん」「和尚様」の意。
- おしょる/おっぽしょる：（北信、東信、中信）「へし折る」の意。
- おった【落った】：（北信、東信）「落ちた」「おっこちた」が促音便化したもの。用例：「試験に落ったらどうしよう?」。また南信に限り「居た」の意も。
- おひゃらかす/おしゃらかす：（北信、東信、中信）「からかう」の意。
- おめったい：（北信、東信、中信）「めんどくさい」の意。
- おらほ:（東信）、おらほ：（南信）「俺の方」「俺たち」の意。用例「おらほの村では…」
- おろぬく/おろのく：（北信、東信、中信）「間引く」の意。
- おやげない：（東信、中信、南信）「かわいそう」の意。
- おやす：（東信、中信）「（仕事を）終らせる」の意。
- おやすみなさい：（東信、南信）「さようなら」の代用語。日没前であっても使用する。
- おんかに：（全県）「公然と」の意。
- おんじょう：（中信、南信）「文句」「泣き言」の意。「音声」に由来。
- があた： （東信、中信、南信）「外周」「外殻」の意。
- があたく（がた）/ごったく（ごた）：（北信、東信、中信）「散らかっている様子」「ろくでなし」の意。
- かいしき：（北信、東信）「まるっきり」「皆目」の意。
- かう： （中信、南信）「かける」「あてがう」の意。用例：「ボタンをかう」「毒（ぶす）をかう」
- かかしらう： （北信、東信、中信）「嘲弄する」の意。
- かがっぽい/かがっぽしい：（北信、東信）「まぶしい」の意。中信・南信の「ひどろっこい」に同じ。
- かじける： （中信、南信）「（身体の一部が）かじかむ」の意。用例：「手がかじけた」
- かずける：（全県）「口実にする」「かこつける」の意。
- かったるい/けったるい：（東信、南信）「だるい」の意。
- かたる/かてる：（全県）「加える」の意。子どもが集団遊びに参加したいとき「かてて」などと言う。共通語にも「かてて加えて」という表現がある。
- かまける：（北信、中信）「愚痴をいう」の意。東信では（物事に）「いそしむ」の意となる。
- かみゆき【上雪】：（北信、東信、中信）「南岸低気圧通過型の気象状況のときに降る雪」の意。（→しもゆき）
- かや？：（全県）疑問文の語尾につく。「かな？」の意。
- …からかす：（中信、南信）「乱暴に…する」の意。用例：「食いからかす」
- かわばる：（北信、中信）「（表面が乾いて）固くなる」の意。
- かんから：（北信、東信、中信）「空き缶」の意。
- かんじる【寒じる】：（北信、東信、中信）「寒さが身にしみる」「（全身が）かじかむ」の意。身体の一部がかじかむ場合には使わない。「しみる」が物理的低温をさすのに対し、「寒じる」は体感温度の低さをさす[10]。
- かんます：（北信、東信、中信）「掻き回す」の意。
- きなし：（北信、東信、中信）「無意識に、なにげなく」の意。用例：「きなしに捨てちまったわ」
- きのうな、きんな、きんの：（全県）「昨日は」の意。
- きびしょ：（全県）「急須」の意。
- ぐざる(1)：（中信、南信）「叱る」の意。
- ぐざる(2)：（東信、南信）「（子供が）むずがる」の意。
- くぜる/ぐぜる：（東信、中信、南信）「（鳥が）さえずる」の意。
- くちい：（北信、東信、中信）（満腹で）「腹が苦しい」状態。
- くつばす/くつばかす：（全県）「くすぐる」の意。
- くね：（北信、東信、中信）「垣根」の意。
- くねる/くねている：（全県）「おとなびている」の意。動詞の様態をとる。
- くねっぽい：（中信、南信）「おとなびている」の意。形容詞の様態をとる。
- くむ(1)：（中信、南信）「交換する」の意。
- くむ(2)：（中信、南信）「崩落する」の意。
- …くら/けら：（北信、東信、中信）「回数」「度数」の意。用例：「10くら、20くら」
- くらせる：（全県）「殴りつける」の意。用例：「くらしつけるぞ！」
- くりくり：（北信、東信）「残らず」「きれいさっぱり」の意。用例：「くりくり盗まれた」
- くれる：（全県）「（物を）あげる」「くれてやる」の意。用例：「花に水をくれる」
- げいに：（全県）「力強く」「強引に」の意。
- げいもない：（北信、東信、中信）「…する甲斐も無い」「もったいない」の意。
- けえこむ：（東信、中信）「汲みこむ」の意。
- けえだす：（東信、中信）「汲み出す」の意。
- けたくる：（東信、中信）「蹴りつける」の意。
- …けつかる：（全県）「…していやがる」の意。
- けそけそ：（北信、東信）「平気である様子」の意。北信では「日が暮れる」の意もある。
- けなるい：（中信、南信）「うらやましい」の意。
- けもない：（中信、南信）「た易い」の意。
- けやす：（全県）「消す」の意。
- …けんども：（北信、東信、中信）「…けれども」の転訛。
- ごうがわく/ごうがいれる：（全県）「腹が立つ」「しゃくにさわる」の意。
- こがふく：（北信、東信、中信）「黴が生える」の意。
- こぎる：（北信、中信、南信）「値切る」の意。
- こく：（全県）「言う」の意。特に文句などをいう場合に使う。用例：「文句をこくな」
- こぐ：（東信、中信）「（植物を）引き抜く」の意。
- こごり：（北信、東信、中信）「塊」の意。共通語にも「煮こごり」などがある。
- ござる(1)：（全県）「いる」の謙譲の意。
- ござる(2)：（北信、東信、中信）「腐る」の意。東信では「死ぬ」「気が触れる」の意味もある。
- ごしたい、ごしてえ：（北信、東信、中信）「とても疲れた」の意。この言葉は北信北部、諏訪、上伊那を中心に、広い範囲に点々と分布する。「(疲れて)腰が痛い」が変化したと推測される。
- こすい：（全県）「ずるい」「卑怯」の意。
- こずむ：（中信、南信）「沈澱」するの意。
- こそっぽい：（北信、東信、中信）「（ざらざらしていて）滑らかでない」の意。
- こてる：（北信、東信）「堪える」の転訛。
- こなす：（東信、中信、南信）「脱穀する」「収穫する」の意。
- このがる：（全県）「前かがみになる」「中腰になる」の意。
- このけんまく/こんねんまく：（北信、東信、中信）「こんなにもたくさん」の意。
- ごむさい：（北信、東信）「汚い」の意。
- こもっつるし：（中信、南信）「戸を開け放した状態」の意。
- こわい(1)【強い】：（東信、中信、南信）「硬い」の意。本来の意味であり、固いことを「こわい」とよぶ表現は共通語にも「おこわ」という単語の中に生きている。恐怖心を表す「こわい」は「おっかない」を使う。
- こわい(2)：（北信、東信、中信）「濃厚な」の意。
- こん：（北信、中信）「こと」の転訛。用例：「そんなこんねーわ」
- さかる：（北信、東信、中信）「繁盛する」の意。用例：「さかってる店だ」
- さがねる/さなげる：（北信、東信、中信）「探索する」の意。
- さくる：（全県）「畝を作る」「中耕する」の意。
- ささらほうさら：（全県）「いい加減な」「支離滅裂な」の意。
- さしゃく：（東信、中信、南信）「指図」の意。
- …さら：（中信、南信）「…ごと全部」の意。
- さんだす：（全県）「差し出す」の転訛。
- じくたみ/じくったみ：（北信、東信、中信）「湿地帯」「ぬかるみ」の意。
- しこう：（北信、東信、中信）「風采」「身なり」の意。
- しなくれる：（全県）「乾いて縮む」の意。
- しみる【凍みる】：（北信、東信、中信）「凍りつく」「気温が下がる」の意。アクセントは中高型で、共通語の「（寒さが身に）しみる」の平板型と異なる。
- しもゆき【下雪】：（北信、東信、中信）「大陸からの寒気の吹き出しや寒気団の影響などによる雪」の意。（→かみゆき）
- …じゃん（じゃんか）：（東信、中信、南信）「…じゃないか」の意。東海東山方言から首都圏を経由して全国に伝播したものとして知られ、長野県下でも大正時代頃から使われ始めたが、当初は女性語としての意識が強かったという[10]。長野県方言では「じゃん」や「…じゃねえか」は動詞の終止形に接続して勧誘の意味を併せ持つが、共通語には見られない用法である。用例：「そろそろ行くじゃんか、…行くじゃねえか（そろそろ行こう）」。
また伝聞表現と融合して「…（なん）だってじゃん」となることもあるが、これも共通語には見られない独特の語形であると言えよう。用例：「明日、雨（なん）だってじゃん。」
東信と中南信では、平板型動詞に接続した場合のアクセントが異なる。用例：行くじゃん（東信 いくじゃん / 中南信 いくじゃん）
- しょう：（北信、東信、中信）「衆」の転訛。後述する北信地域に顕著な音韻的特徴だが、他の地域にも分布する。用例：「あそこのしょうは…」
- しょうしい：（北信、東信）「恥ずかしい」の意。
- じょうや：（北信、東信、中信）「始終」「常日頃」の意。
- しょずむ/しょまむ：（中信、南信）「手でつかむ」の意。
- しる：（北信、東信、中信）「する」の意。
- しわい：（東信、中信）「吝嗇である」の意。
- しんとう：（東信、中信、南信）「（物体の）芯」の意。
- …ず：（全県）「…しましょう」の意。勧誘や意思を表し、動詞の未然形語幹につく。ただし、南信方言では勧誘には用いず意思のみに用いる。古語の「むず」に由来する。碓氷峠は「べ、べぇ」を使う西関東方言との境界なので「鳴くべ鳴かずの峠」と呼ばれた（ただし、碓氷峠以西の佐久地域にも「べえ」は分布しており、群馬県境に位置する軽井沢町では「ず」よりも「べえ」の方が使用頻度が高い[8][6]。また、若い層ほど使用する傾向にある[24]。「する」につく場合は南信方言以外の地域では「せず」ではなく「しず」になる。これは「する」を「しる」というからである。「…ず」が「…ざぁ」に転訛する地域もあり、また「…ずか」が「っか」に転訛する地域もある。例：「そろそろ行かず、…行かざぁ」「…行かっか」（そろそろ行きましょう、…ましょうか）。北信地方とそれ以外で平板型動詞に接続した場合のアクセントが異なるが、起伏型の場合は同じ。用例：行かず（北信 いかず / それ以外 いかず） 書かず（全県 かかず）
- ずく：（全県）しばしば共通語による定義ができないとされる名詞。強いて言うならば、億劫がって何かをやりだそうとしない状態を「（あなたは）ずく無しだ」などと形容するが、その逆になにか面倒なことを敢えてするようなときに「ずくを出す」と用いられることもある。あるいは、エネルギー（精神的なものを含む）の積極的な消費を厭わないような性質のこととも言える。
その構造分析に於いては、「ずく（主語）-が-無い（述語）」がひとつのセンテンスである、と見る者もあれば、「ずく無し（だ）」が一語の形容動詞である、と見る者もある。
- ずこ/ずこったま：（北信、東信）「頭部」の意。
- ずだい/ずでえ：（全県）「まったく」「一向に」の意。
- すてでかい：（東信、南信）「巨大な」の意。
- すてばて：（北信、東信）「手に負えないもの」の意。
- ずない：（北信、東信）「意地悪」「図太い」の意。
- ずら：（東信、中信、南信）推量、同意、確認の語尾の一種。「…だろう？」の意。「…ずらむ」から変化したと思われる。「だら（ら）」と併用される伊那谷地方や、「べえ」と併用される佐久地方の場合、それぞれ「だら（ら）」や「べえ」のほうが「ずら」よりも確実性が強い場合に使用されるという[16][10]。用例：「降るら（伊那）/降るべえ（佐久）」（きっと降るだろう）、「降るずら」（降るだろうとは思うが、果たしてどうだろう）。
過去の場合は「つら」とも。例）「学校行っつら？」「…行ったっつら」（学校へ行ったんでしょ？）
- ずるい：（北信、東信、中信）「動作が鈍い」の意。この場合、狡猾を表す「ずるい」には「こすい」を使う。
- すんがけに：（東信、中信、南信）「即座に」の意。
- せんしょう：（東信、中信）「お節介」の意。
- ぞざえる/ぞぜえる：（全県）「甘える」の意。
- そばえる/そべえる：（東信、南信）「ふざける」の意。
- そっける：（東信、中信）「好機を失う」の意。用例：「電車に乗りそっけちまった」
- そらっこと：（北信、東信、中信）「嘘」の意。
- せう：（北信、木曽）「言う」の意。「そう言う」に由来。
- せっこういい：（北信、東信、中信）「根気よく働く」の意。
- せる：（南信）「する」の意。名古屋付近に多い言い方。
- せんど：（北信、東信、中信）「先ごろ」「過日」の意。
- たいら：（全県）「盆地」の意。主に長野県の地形をさす。
- だいろ/でえろ：（北信、東信）「かたつむり」の意。西日本方言に類似した語彙がなく、「蝸牛考」による方言周圏論が成り立たない例[33]。
- たしない：（東信、中信、南信）「乏しい」「稀少な」の意。
- だで：（中信、南信）語尾につく終助詞。「だぜ」「ですよ」。東筑摩で「だじ」とも。
- たねる：（北信、中信、南信）「（背負う荷物の）荷造りをする」の意。
- だまかす/だまくらかす：（全県）「欺く」の意。
- ためる：（全県）「狙いをつける」の意。
- …だらず：（北信、東信）推量。「…だろう」の意。「…にてあらむとす」から変化したと思われる[34]。中信・南信・佐久地方の「ずら」と似るが、両者が併用される佐久の場合、「だらず」のほうが確実性が強い場合に使用されるという[35]。佐久地方以外では「…だろう」と併用され、北信の北端部では専ら「…だろう」のみとなる[6]。
北信と東信では、平板型名詞に接続した場合のアクセントが異なる。用例：お前だらず（北信 おまえだらず / 東信 おまえだらず）
- …だれ：（北信、東信）「…たち」の意。用例：「おいだれ、わんだれ（お前たち）」「おらだれ（俺たち）」
- だれえ：（北信、東信、中信）相手の言葉を否定する際に反語的に用いられる。「誰がそんなこと言った/した？（誰もしてないだろ？）」の意。
- ちがしぬ【血が死ぬ】：（北信、東信）打撲した際に内出血した部位（蒼くなったところ）をさす。用例：「血ぃ死んだ」
- ちだらまっか：（東信、中信）「血みどろ」の意。
- ちっとべえ：（北信、東信）「少しくらい」の意。
- ちみち/ちのみち（東信、中信）「血縁者」の意。用例：「弟とはちのみちだ」。共通語では「血管」をさす。
- ちゃっと：（全県）「早急に」の意。
- ちゃんする：（北信、東信）「正座する」の意。
- ちょうきゅう：（中信、南信）「まともな様子」の意。
- ちょんこづく：（北信、東信）「調子に乗る」の意。
- つくなる：(北信、中信、南信)　「（力が抜けて）へたり込む」の意。
- つぶあし/つぼあし：(北信、東信、中信)　「素足」の意。
- つんもぐる/つんもる：(中信、南信)　「（下へ）突き抜ける」の意。
- でえじん：（北信、東信）「金持ち」を揶揄する語。「大尽」の転訛。
- てきない：(北信、中信)　「疲れた」の意。「ごしたい」と意味が似るが、「てきない」は松本盆地や木曽、北信南部を中心に、かたまって分布する。
- てんづけ：（北信、東信、中信）「最初」「真っ先」の意。
- てんびね/とんびね：（東信、中信）「山頂」の意。
- とうじる：(東信、中信)　「（患部を）水や液状の薬に浸す」の意。
- とがめる：（北信、東信）「化膿する」の意。
- どうずく：(全県)　「どつく」「殴りつける」の意。
- どうずる：（北信、東信)　「怠ける」の意。
- ときに：(東信、中信)　「当座に」の意。
- とぶ：（全県）走る、駆ける。「とびっくら」は「かけっこ」の意。
- とまぐち：(全県)　「玄関」の意。
- とろっぴょう/とろっぴょうし：（北信、南信）「いつも」「間断なく」の意。
- どやす：(全県)　「どつく」「殴りつける」の意。
- なおしか：(北信、中信)「なおさら」の意。
- なから【半ら】：（全県）「半ば」ではなく、「ほとんど」「ほぼ」の意。
- なぎ：（東信、中信、南信）「（山の）崩落地」の意。
- …なして：(北信、中信)　「…なさって」の意。「なさる」に助詞「て」が接続する場合は「なさって」ではなく「なして」となる[10]。
- なせい/のせい：（北信、東信、南信）「緩やかな傾斜」の意。
- なな…と：（北信、東信）動詞の活用語幹につき禁止を表す。古語の「な…そ」に由来する。　用例：「ななやっと」「ななしと」
- …なりきに、…なりきの：（北信、東信、中信）「…なりに、…なりの」の意。用例：「それなりきに努力が必要だ」
- なるい：（北信、中信、南信）「緩やかだ」「容易だ」の意。
- …なんじゃった：（中信、南信）動詞の未然形につき、過去否定「…なかった」の過失態を表す。用例：「行かなんじゃった」
- …なんし：（東信、中信、南信）「…なさってください」の意。 江戸時代の廓詞に由来。
- なんたら：（北信、東信、南信）「なんと」の意。強調を表す。
- にかっこ：（北信、中信）「新生児」の意。
- になう：（東信、中信）「（神輿や箪笥などの大きなものを）ふたりで担ぐ」の意。
- ぬくい/ぬくとい/のくとい：（全県）「あたたかい」の意。東海地方での使用例もある。
- ねぐさい：（北信、東信、中信）「腐臭がする」の意。
- ねなくら：（北信、東信）「出鱈目」の意。
- ねこのしっぽ：（中信、南信）「末っ子」の意。
- …のざっぺえに：（北信、東信、中信）「…のくせに」の意。用例：「子供のざっぺえに」
- のっくむ：（北信、東信）「嚥下する」の意。
- のっこす：（東信、中信）「追い越す」の意。
- のぶい：（北信、中信、南信）「図太い」の意。
- （あれ/これ/それ）…っぱか：（北信、東信）「たったの（あれ/これ/それ）しか」の意。不足感をあらわす。
- ばくる：（東信、中信、南信）「交換する」の意。
- はざ/はぜ：（全県）「はさ（稲架）」の転訛。
- はじくなる：（北信、中信）「中腰になる」の意。
- はしゃぐ：（北信、東信、中信）「乾燥する」の意。用例：「桶がはしゃぐ」
- ばそく：（全県）「即座に」「突然」の意。
- ばっちらがう/ばっちらがる：（東信、南信）「先を争う」「競って…する」の意。
- はなる/はなある：（全県）「始まる」の転訛。
- はば：（北信、東信、中信）「段丘崖」の意。
- はやす：（東信、南信）「孵化させる」の意。
- ばらざくれ：（東信、中信）「薔薇の棘などによる擦過傷」の意。
- ばんてに/ばんてっこに：（全県）「交代交代に」の意。
- はんぺた：（全県）「分割した半分」の意。
- ひいて/ひして：（北信、東信、中信）「一日中」「終日」の意。一晩中は「よっぴて」。
- ひきる：（北信、東信、中信）「（蚕が上蔟して）熟蚕になる」の意。
- びしょったい/ぶしょったい：（全県）「汚らしい」の意。
- ひすばる/ひすびる：（北信、東信、中信）「干からびる」の意味。
- ひだりっかち：（東信、中信）「左利き」の意。
- ひだるい：（北信、東信、南信）「空腹だ」の意。対義語は「くちい」。
- ひとっきり：（北信、東信、中信）「少しの間」の意。用例：「ひっときり買い物行ってくる」
- ひどろっこい：（中信、南信）「まぶしい」の意。北信・東信の「かがっぽい」に同じ。
- ひね…：（北信、東信、中信）名詞の前について「古い」ことを表す。用例：「ひね漬け」「ひね餅」
- ひやかす：（東信、中信）「水に浸す」の意。
- ひわかい：（北信、東信、中信）「未熟な」の意。
- ひんまがる/へんまがる：（北信、中信、南信）「まがる」の意。
- へえ：（全県）話題や行動の転換時に使う間投詞。「早や」の転訛で「もう」「早くも」の意。南信では「はい」とも言う。用例： 「へえ、昼飯食わず(食べましょう)」「はい、帰る頃だ」
- べど：（全県）「土」の意。
- へぞる：（中信、南信）「反り曲がる」の意。
- へずる/へつる：（北信、東信、南信）「減らす」の意。
- へぼい：（全県）「弱い」「不出来だ」の意。
- へら：（全県）「舌」の意。
- へんぼ：（北信、中信）「蝿」の意。
- ぶちゃる/びちゃる/べちゃる：（全県）「捨てる」の意。「打ち遣る」の転訛。
- ぶに：（全県）「分け前」の意。
- ぶるくる/ぶるける：（北信、中信、南信）「吊り下げる」の意。
- ほきる/ほける：（北信、東信、中信）「（植物が）繁茂する」の意。
- ぼこ：（全県）「幼児」の意。
- ぼっち：（中信、南信）「突起部」「つまみ」の意。「栓」の意味で使う地域もある。
- ほとばす【潤ばす】：（北信、中信）「水に浸す」の意。古語の「ほとぶ」に由来。自動詞形は「潤びる」。
- まえで/まいで(めーで)：（全県）（位置的に）手前・前方。「まえで(通りますが)失礼(します)」のように使う。「前で○○する。」という用法とは異なる。
- まき/まけ：（全県）「一族」「血縁集団」の意。
- まくらう：（全県）「大食する」の意。
- まっつぐ：（北信、東信、中信）「まっすぐ」の転訛。
- まていに：（全県）「丁寧に」の意。
- まねる：（北信、東信）「告げ口をする」の意。
- まま/ままっかけ（全域）「断崖」の意。
- ままやく：（北信、東信、中信）「吃音する」の意。
- まめな：（東信、中信、南信）「健康な」「壮健な」の意。共通語では「勤勉な」「誠実な」の意味となり、用法が異なる。
- まる【放る】：（北信、東信、中信）「排泄する」の意（古語に由来）。
- みぐさい：（北信、東信、中信）「醜い」「格好悪い」の意。
- みじゃける/むじゃける：（北信、東信、中信）「粉砕する」の意。
- みやましい：（中信、南信）「（物が）整っている」「（人の性格が）品行方正な」の意。
- むける：（北信、中信）「孵化する」の意。自動詞形は「むく」。
- むせっけいに：（北信、東信）「向こう見ずに」の意。
- むかさる：（北信、東信）「嫁ぐ」の意。
- むっくし：（北信、東信、中信）「（否定語を伴って）いっこうに」の意。 用例：「むっくし動かない。」
- めた：（北信、東信、中信）「やたらに」「好き勝手に」「尚更」の意。
- もうらしい：（北信、東信、中信）「かわいそう」の意。
- もおる：（全県）「（雨などが）漏る」の意。
- やくやく：（全県）「わざわざ」の意。
- やけっつる：（東信、中信）「やけどする」の意。
- やしむ：（東信、中信）「叱責する」の意。
- …やす：（北信、東信）「…ます」の意味だが、「ます」とはアクセントが異なる。用例：行きやす（いきやす）
- やだくて：（北信、東信、東筑摩・安曇）「嫌になって」の意。形容動詞のような形態をしながら形容詞のような活用をする。連用形「やだくなる」連用形「やだかった」連体形「やだ（やつ）」仮定形「やだけりゃ」
- やぶせったい：（北信、東信、中信）「うっとうしい」「気分が晴れ晴れしない」の意。
- やのあさって/しあさって[36]：あさっての翌日が東日本方言のように「やのあさって」系の語彙になる地域は奥信濃・北信・東信及び中信の一部（東筑摩・安曇）、西日本方言のように「しあさって」系の語彙になる地域は南信及び中信の一部（上伊那北部・諏訪）。
現在は共通語に合わせて後者が主流となっている。
- …やれ：（全県）動詞の命令形に接続する。補助動詞「ある」の命令形「あれ」（「お試しあれ」「ご覧あれ」など）に由来[2]。現在は「…や」に置き換わっている。用例：「行けやれ（行けよ）」
- ゆきやけ：（北信、東信）「しもやけ」の意。「雪に反射した太陽光線による日焼け」とは異なる。
- よいと：（北信、東信、中信）「ゆっくりと」の意。
- ようでもない：（東信、南信）「不要な」「役立たずの」の意。
- よじける：（北信、東信、中信）「よろける」「ぐらつく」の意。
- よせる：（全県）「（洗濯物を）とりこむ」の意。
- よっぴて：（全県）「夜通し」の意。
- よてる：（北信、東信、中信）「得意とする」の意。
- よばる：（北信、東信、南信）「人を呼ぶ」「招待する」の意。受身形は「よばれる」。
- よろぐ/よろぶ：（東信、中信、南信）「（ぐらついて）傾く」の意。
- りきむ：（北信、東信、中信）「威張り散らす」の意。
- ろくったま：（東信、中信）「（否定語を伴って）ろくに」の意。
- わかされ：（全県）「（交通の）分岐点」「追い分け」の意。
- わにる：（全県）はにかむ、人見知りする。主に幼児に対して用いる。
- わで：（北信、東信、中信）「（位置的に）上の方」の意。「上手」と書くことが多い。

### 奥信濃方言
新潟県の「南越方言」（魚沼地方）にきわめて類似し、信州方言の語彙、音韻、アクセントの特徴が当てはまらないことが多い。そのため平山輝男は越後方言の一部に分類している。
中でも言語の島として知られる秋山郷方言の語彙は以下の書籍に詳しい「秋山郷の方言」。

### 北信方言
隣接する越後弁と類似する特徴を持つ。

#### 共通の語彙
- あんじょ：尼僧を意味する「あんじゅ（庵住,庵主）さん」の転訛。
- いのしかがん：「猪鹿雁」の意。花札の役である猪鹿蝶（いのしかちょう）について、蝶（牡丹の種札）の代わりに雁（芒の種札）を用いて完成させるローカルルール。猪鹿鳥（いのしかちょう）と呼ぶこともある。
- えん：「飲料に溶け込んだ二酸化炭素（炭酸ガス）」の意。用例：「こんな えんの抜けたビールが飲めるか！」
- おき：広い田んぼや耕地をさす。「…沖」という地名が多く分布する。
- おざんざ：「麺類」の意。
- おとこしょう/おんなしょう：「男性たち、女性たち」の意。「衆（しゅう）」の転訛。
- かすをこく：「生意気なことを言う」の意。
- きぼつく：「小理屈を言う」の意。
- けそけそする：「日が暮れる」の意。
- …しまに：…がけに。動詞の連用語幹につく。古語の「…しなに」と同じ。用例：「帰りしまに」
- すくだまる/すくだむ：「蹲踞する」の意。
- すらんぽ：「どんぐり」の意。
- せせる/せせくる：「弄ぶ」の意。
- そさび：「間食」の意。
- だあ：「いいえ」「（否定語を伴って）誰が…か」の意。
- たあくらたあ：「田蔵田(たくらだ：馬鹿者)」の意。馬鹿の方言と分布状況のタクランケを参照。
- ちょっけはやい：「すばしっこい」の意。
- てんこ：「一斗缶」の意。
- …とくらい：動詞に接続して「…てください」の意。
- なす： 「（債務を）弁済する」の意。
- なっちょ：「どのように」「どんな」の意。
- ねておきる：（寝て起きる） 「短時間寝る」「仮眠を取る」の意。「長時間寝る」「本格的に寝る」場合は「ねる」という。
- はしる：「去る」の意。過去形は「はした」となる。
- はちのあたま：「蜂の頭」のことだが、勢いをつけるための無駄口の一種であり、実際には特に意味はない。用例：「…も蜂の頭もあるか！」
- ひごすい：「表裏ある」の意。
- まくまくする：「日が暮れる」の意。

#### 中野・飯山地域
- いっせき：「常に」「一切」の意。
- いっつに：「とっくに」の意。
- おさめる：「捕まえる」の意。
- おじ/おば：次男以下の兄弟、次女以下の姉妹を言う。長男は「あに」、長女は「あね」。
- がったくる：「奪い取る」の意。
- ～かし：動詞の連用形語幹や接続助詞「て」について軽い命令を表す。「寄ってかし（寄ってください）」
- ぎる：「捕獲する」の意。
- げっとに：「強引に」の意。
- けもしい：「たくさんあって見事」の意。用例：「林檎がけもしいように生っている」
- こぐ：「（雪などを）掻きわけて進む」の意。
- …さけぇ：「…だから」の意。「さかい」の転訛。
- ざや：「薄氷」の意。用例：「寒さでざやが張ってる」
- しこたれる：「破れる」の意。
- せこかう：「入れ知恵する」の意。
- たっけに：「各自銘々に」の意。
- ばいつる/べえつる：「奪い合う」の意。
- ふんがしげる：「踏み違える」「足をくじく」の意。
- へがいる：「（果実が）熟成しすぎてだめになる」の意。
- べちゃ、びちょ： 「風呂」の意。元は幼児語。
- ほうりょうする：「（植物が）繁茂する」の意。
- まぶる：「混ぜ合わせる」の意。
- もんじゃくる：「丸めて皺だらけにする」の意。
- よしか…たら：「仮に…たら」の意。用例：「よしか暇があったら旅行に出るんだが」

#### 長野地域
- おもいり/おもいれ：「思い切って」の意。
- おめ（さん）：「あなた」「お前」の意。複数形は「おめ（さん）たち」。
- こうばいがはやい：「要領がいい」「気転が利く」の意。
- …ごてら：「…ごと」の意。
- …しない？（するしない？）：「…じゃない？」「…だよね（よね）？」「…しよう」「…だろう」という意味の新方言。動詞または形容詞の終止形に「しない？」をつけ、勧誘、推量、同意を求めるときに使うが、用法には地域差がある。名詞の後につく場合は「…だしない？」となる。用例：「これってかわいいしない?」（これってかわいくない？）「映画に行くしない?」（映画に行かない？）「あいつってバカだしない？」（あいつってバカじゃない？）
1940年ころ須坂市で発生し、1970年ころ隣接の長野市はじめ長野県北部に拡大したとされているが、大正末に須坂でとの異説もある。年齢層の若い人がよく使うが、発生当時の若い世代が今現在も使い続けているかは不明である[16]。
- スチロパール：発泡スチロールの新方言。長野市内の一企業の登録商標が一般名詞化。
- …するきりない：…する以外に方法がない。
- …ぞっき：「…ばかり」の意。
- ちょうっくらい（ちょっくん）：「中くらい」の転訛だが、意味は「真ん中ぐらい」ではなく「大したことない」「適当な」。用例：「あいつはちゅうっくらいなこんしか言わね」
- やむ：「痛む」の意。
- わくめる：「弁済する」の意。

### 東信方言
関東方言と共通する方言的特徴を持ち、群馬県境に近づくにつれ増す。

#### 共通の語彙
- あいって：「歩いて」の転訛。
- あたくさ：「たくさん」の意。
- あばつる：「競ってする」の意。 用例；「釜の底に僅かに残っていた飯を、兄弟であばつって食った。」
- あんもて：「世話」の意。
- いすかに：「たいへんに」「大層」の意。
- いずむ：「嫉妬する」の意。
- いっさら：「全然」「まったく」の意。用例：「いっさら聞いたことねえ。」
- いな：「変な」の意。
- うでっこき：「手腕家」「技量者」の意。
- おいこくる：「追い払う」の意。
- おおばかく：「（場所を）占有する」の意。
- おじゅうく/おじゅうこ：「生意気」の意。親や先生が子供に「おじゅうくすんな！」
- おそなわる：「遅参する」の意。
- おだ：「いい加減な話」「談笑」の意。
- おっちらした/おっちりした：「落ち着きのある」の意。
- かまける：「いそしむ」の意。北信や中信では「愚痴をいう」の意になる。
- がめる：「盗む」の意。
- からっけつ：「一文無し」の意。
- ぎょうにく：「意地を曲げる」の意。
- けえなったりない：「不足だ」の意。
- けえろくみらい：「開闢以来」の転訛。「未曾有」の意。
- けころに：「いい加減に」の意。対義語は「まていに」。
- けそくれる：「無視する」「しらばっくれる」の意。
- けたくそわるい：「胸糞悪い」の意。
- けっする：「便秘する」の意。
- けんたかぶる：「虚勢を張る」の意。
- けんつくくれる：「けんもほろろにする」の意。
- こてえさんねえ/こてえされねえ：「居心地がいい」「楽だ」の意。
- こそげる：「削り落とす」の意。
- ころふける：「老いて老獪になる」の意。
- こわす：「（高額の貨幣から小額の貨幣へ）両替する」の意。「くずす」とも。
- さくい：「気安い」の意。
- したませ：「最低限度」の意。
- しょうずく：「懲りる」の意。
- しんの：「くたびれた」の意。用例：「病み上がりでしんのだ」
- すがいる：「（根菜に）空洞が生じる」の意。
- すく：「編む」の意。
- すくなむ：「しゃがむ」の意。
- すっぺり：「残りなく」「すっかり」の意。
- すてきもない：「素敵な」の意。
- ずまずまとした：「小さくまとまった」の意。
- …せ：方角を表す「…に」「…へ」に相当。「京へ筑紫に坂東さ」は東信では「せ」を使う。
- せえたらはじき：「余計なお節介」の意。
- せきさか：「せいぜい」の意。用例：「せきさかそんなもんだ」
- そつにする：「粗末にする」の意。
- そぼろったい：「喧しい」の意。
- たたる：「建つ」の意。用例：「あそこに新しい家（店）がたたった。」
- つっかげる：「（手足が）かじかんで自由に動かなくなる」の意。
- つっぺえる：「ぬかるみにはまる」の意。
- つれっぱなす：「仲間はずれにする」の意。
- つやす：「膿を出す」の意。
- てばる：「（仕事量が）処理能力を超える」の意。
- てぼっけなし：「経済観念がない人」の意。
- てんごうをかく：「欲張る」の意。
- にえっかえす：「ごった返す」「混雑する」の意。
- ぬくとまる：「暖まる」の意。
- ねこかく：「横たわる」「寝る」の意。
- のうずる：「懈怠する」の意。
- のそら：「不熱心な」の意。用例：「のそらな奴だ」
- はやす：「切り揃える」の意。 用例：「野菜の葉をはやす」
- ばんきり：「その度毎に」の意。
- ひっちがえる/しっちがえる：「捻挫する」「関節を外す」の意。
- ぶんに：「特別に」の意。
- ぶんまわし：「コンパス」の意。
- ほぅ： 何か物を指し示すとき等に用いられる間投詞。「ほら」「ほれ」の意。」
- …まし：「…ごと」の意。「みかんを皮まし食べる」
- まじっぽい：「まぶしい」の意。
- まんざら：「（否定語を伴って）まったく」の意。用例：「まんざらわからない」
- みがいる：「筋肉疲労を起こす」の意。
- むしっつる：「（穀物が）虫に食われる」の意。
- めごい：「かわいらしい」の意。
- もとらない：「自由が利かない」の意。
- もとる：「役立つ」「有用である」の意。
- ももっかい/ももっちい：「くすぐったい」の意。
- よさる：「寄り集まる」の意。
- よっちゃばる：「寄り集まる」の意。

#### 上田地域
- おてしょ：「小皿」の意。
- おおちょうだい：「ご馳走」「もてなし」の意。『大頂戴』か。
- ごさまくり：「宴の席で最後まで残っている人」の意。
- さっちら：「随分とたくさん」の意。
- しゃらっつない：「図々しい」の意。「しゃら」＋「ずない」からの変化。

#### 佐久地域
ことに南部においては佐久甲州街道（佐久往還）を経由した甲州弁の流入によって諏訪地域とも類似性が見られる。また中仙道を経由した群馬弁などの西関東方言も流入している。
- いかすかもない：「法外な」の意。
- いぶくれる：「拗ねる」の意。
- いぶさい：「酷い」の意。
- いもくう：「落第する」の意。
- うっきざっきする：「落ち着き無くそわそわする」の意。
- うっちゃらかす：「放っておく」の意。
- うのがでに：「自然に」の意。
- おこよまいり：「トイレ」に行くこと。いまではほとんど使用されていない。
- きゃてえ：「きわどい」の意。
- きもいる：「腹が立つ」の意。漢字を当てると『肝煎る』か。
- こてっぱやい：「すばやい」の意。
- しだらもなく：「際限なく」の意。
- （あれ/これ/それ）…っちべえ：「たったの（あれ/これ/それ）しか」の意。
- じゃんぼん：「葬式」の意。じゃんぼん回りは「左回り」。
- つまる：「肩が凝る」の意。
- てとうなしに：「無計画に」の意。
- ちょびちょびしてる：「落ち着きがない」「軽率にでしゃばる」の意。用例：「まぁづあっこの子供はいつもちょびちょびしてるわ」
- とんぽに：「だしぬけに」の意。
- にっちか：「折悪しく」の意。
- はご：「違法」「掟破り」の意。
- めかご：「ものもらい」の意。

### 中信方言
長野・山梨・静岡方言的特徴が色濃い。

#### 共通の語彙
- あずくむ：「胡坐をかく」の意。
- いいからかん/いいからかげん：「いい加減」の意。
- いじむさい：「意地汚い」の意。
- いせむ/えせむ：「嫉妬する」の意。
- おこりばち：「おこりっぽい」の意。
- かいくれ/けえくれ：「悉く」の意。
- きもびしい：「じれったい」の意。
- くっくと：「精を出して」「怠らずに」の意。
- こくれる：「適した季節を逃す」の意。用例：「収穫にこくれた」
- …っし、…っしゃれ：動詞の未然形語幹につく。軽い命令形。用例：「行かっし、行かっしゃれ（行きなさい）」
- しこる：「（寒さで）じっとする」「うずくまる」の意。
- じっと：「しょっちゅう」の意。
- しゃら…：形容詞の前について意味を強調する。「しち…」に同じ。用例：「しゃらっきたない（とてもきたない）」
- じょうる：「（鳥獣や魚類を）さばく」の意。
- しんきり：「開墾すること、開墾地」の意。
- すっこんかぶり：「（防寒のため）頬かぶり」の意。
- すねる：「熟す」の意。
- すめる：「納得する」「腑に落ちる」の意。
- ずりこむ：「入り込む」の意。
- せんに：「以前に」「先頃に」の意。
- …ただ：「…したのだ」の意。過去の助動詞「た」の後に、助詞「の」を介さずに、断定の助動詞「だ」を接続させる。
- つっからかす：「突付く」の意。
- とめる：「なぞる」の意。
- …なさんし：「…なさってください」の意。
- はすい：「狡猾だ」「機敏だ」の意。
- はちあがる：「よじ登る」の意。
- …はてら：「…たてに」の意。動詞の連用語幹につく。用例：「起きはてらに掃除する」
- …ひず：糸や紐などの繊維の助数詞。用例：「糸が一ひずある」
- ふんづぶす（ふんぶす）：「踏み潰す」の転訛。用例：「靴のかかとをふんづぶすなよ」
- ふすぐれる：「すすける」の意。
- ほかす：「圧縮を解く」の意。
- ぼける/ほける：「水分が抜け始め、歯ごたえが無く、不味くなる」の意。りんご、或いは梨について用い、「ぼけりんご」などと連語的にも使う。
- むしっぽい：「吐き気がする」の意。
- めをおとす：「（老衰や病死等で床についた状態で）死亡する」の意。交通事故死のような突発的な死亡には使わない。
- やっくら/やっくり：「故意に」の意。

#### 松本地域
- うつかる、うっつかる：（机やテーブルに）「突っ伏す」の意。（柱などに）「もたれかかる」の意味で使う地域もある。
- …すけ：動詞未然形に接続し、強い反語をあらわす。用例：「そんな物あらすけ」（そんな物あるはずがない）
- ずる：「（…へ）去る」の意。
- だいじょう：「大丈夫」の意。例、だいじょう？(大丈夫なの？)
- …つける：「…し慣れる」の意。動詞に接続する。
- つみっかく：「爪で引っかく」の意。
- つもい：「きつい」の意。用例：「この靴つもい」
- ねておきる：「仮眠する」の意。仮眠（昼寝）直後の寝ぼけた状態のことも指す。
- …まし/…ましょ：動詞の連用形語幹につく。「…ませよ」の転訛で軽い命令形。「…してください」
- まんこ：子供を背負うこと。

#### 安曇地域
北部に於いては語彙や音韻の面で若干、北信方言や日本海沿岸の要素が混ざる。
- あくされる：「ふざける」の意。
- いせなしに：「唐突に」の意。
- いせむ：「妬む」の意。
- かあつる：「（影で）怠ける」の意。
- こけ：「茸」の意。苔は「こけら」という。
- けぞねえ：「飽き足らない」の意。
- せっぺせっぺと：「懸命に」の意。
- ぞくねる：「だだをこねる」の意。
- せっこうかける：「促す」の意。
- たっぺ：「見当」「要領」の意。
- でがある：「長持ちする」の意。
- てどから：「自業自得」の意。
- どざまく：「どっさりと」の意。
- にがむ：「掴む」の意。
- はまる：「手向かう」の意。
- ふける：「蒸れる」の意。
- ほうじょう：「住職」の意。「方丈」に由来。
- まくしつける：「押し付ける」「転嫁する」の意。
- まめむすび：「こま結び」の意。
- めそつく：「雨が降り出す」の意。
- もす：「燃やす」の意。
- やぐさい：「焦げ臭い」の意。
- ゆてらかす：「濁す」「淀ませる」の意。

#### 諏訪地域
地理的、歴史的にも山梨県の影響を受け、甲州弁に類似性がみられる。用例については前述の佐久地域も参考にされたい。
- いいどこじゃねえ：「非常によろしい」の意。
- いける：「埋める」の意。
- いっこく：「頑固」の意。
- いっとう：「最も」の意味。用例：「いっとう良い」
- いにむに：「なんとしてでも」の意。
- うざうざする：（虫などの）群集がうごめき群がっている様子。「うじゃうじゃ」の意。「うざったい」のような不快感は無い。
- おつかみ：「概算」「どんぶり勘定」の意。
- おえ：呼びかけの「おい」の意。
- きさんじい：「すばらしい」の意。
- …け/…だけ：「…なの？」「…ですか？」の意の終助詞。用例：「宿題やったけ（宿題やっただけ）？」（宿題やったんですか？）
- しもげる：「（植物が）降霜によって傷む」の意。
- …じゃあ：同意・感動の終助詞「…だね」の意。用例：「大きくなったじゃあ」（大きくなったね）
- そらで：「暗誦で」の意。
- …た：名詞に接続し、「…たち」の意。用例：「俺た」（俺たち）
- …だえ・…でえ・…どう：「だよ」の意の終助詞。用例：「何やってるだえ（何やってるでえ）」（何やってんだよ）、「平気どう」（平気だよ）
- てえくれえ：「誠意が無いこと」の意。
- てってと：「さっさと」「とっとと」「早く」の意の副詞。用例：「あれはてってと走ってったわ」（あの子はとっとと走っていったよ）
- なんちょうも：「何卒」の意。
- にいしい：「新しい」の意。
- ねえつぶれる：「計画が頓挫する」の意。
- はそんする：「修繕する」の意。「破損」ではなく「把針（はしん）」の転訛という説がある。
- はずむ：「（便意が）急迫する」の意。
- ほう：「そう」の転訛。用例：「ほうずら？」（そうでしょう？）「ほうするじゃあ」（そうしようね）
- はんで：「早急に」の意。
- ぶすをかく：「ふくれる」の意。
- ぶっさろう：「叩きつける」の意。
- ふるしい：「古い」の意。
- まっくらさんぼ/まっくらさっぽ：「一目散に」の意。
- みがいる：「（植物が）実る」の意。
- むかあさり：「婚礼」「嫁入り」の意。
- …もしっかす：「…もしないくせに」の意。動詞の連用形に接続する。
- やいやい：感動詞。「あらあら」「おいおい」の意。
- …わえ：「ですよ」の意の終助詞。。用例：「今、来たとこだわえ」（今、来たところなんですよ）

#### 上伊那北部地域
否定の助動詞は「ない」と「ん」を併用する。
- あわたく：「慌てる」の意。
- いかつい：「立派な」の意。
- いきなりな：「いい加減な」「粗雑な」の意。
- いけいに：「どんなに」、「いかほどに」の意。
- …いちら：「…のままの状態で」の意。
- いぶる：「ゆさぶる」の意。
- いろむ：「色づく」の意。
- かがかがする：「あくせくする」の意。
- からっぴ：「（水が）干上がった様子」の意。
- がりあう：「言い争う」の意。
- ぎすい：「（戸などの）すべりが悪く開け閉めしにくい」の意。
- きっきと：「休みなく」の意。
- ぎゅうす：「懲らしめる」の意。
- ぐしゃつく：「水気や湿気が多くなる」の意。
- …くに：「…ように」の意。用例：「いつものくに」
- げほうもねえ：「沢山の」の意。
- こうぜい：「不平不満」の意。
- ごまい：「狡賢い」の意。
- ころましい：「見事な」の意。
- さす：「密告する」の意。
- さっきゃく：「さしあたり」の意。
- さわす：「水に浸す」「灰汁を抜く」の意。
- しもげる：「凍傷を起す」の意。
- しょうがない：「腐食して脆い」の意。
- しょぼろったい：「腹立たしい」の意。
- すねくる：「ただをこねる」の意。
- すれる：「仲違いする」の意。
- せいどない：「騒々しい」の意。
- ぞろっぺえ：「だらしない」の意。
- たっこねえ：「不器用」の意。
- たっぽれる：「あてなく彷徨する」の意。
- ちょろっこい：「要領が悪い」の意。
- …でも：「…しなくても」の意。動詞の未然形語幹につく。用例：「そんな所には行かでもいい」
- でんぷに：「多量に」の意。
- てっぺんずけ：「最初に」の意。
- とりあべる：「組み合わせる」の意。
- にくたらかす：「繰り返し長時間煮る」の意。
- ばっちらがる：「先を争う」の意。
- はっちる：「跳ね上がる」の意。
- みじく：「意気地がない」の意。
- むく：否定形を伴って「まるで…ない」の意。
- やえる：「重なる」の意。
- ようせい：「脆い」の意。
- よじめる：「（間隔を）縮める」の意。
- わぐむ：「歪む」の意。

### 南信方言
東海地方や西日本方言との間に類似性がみられる（西日本方言に含める学者もいる）。否定の助動詞は「ん」、居るは「おる」を用いる。

#### 共通の語彙
- いきれる：「調子づく」「図に乗る」の意。
- いぼる：「化膿する」の意。
- うます：「（米などを）蒸らす」の意。自動詞形では「うみる」。
- おいでる：「いらっしゃる」の意。
- おくせる：「しり込みする」の意。
- おひなる：「起床する」の意。
- かしき：「炊事」の意。
- かんこう：「工夫」の意。
- くすがる：「突き刺さる」の意。
- くすげる：「突き刺す」の意。
- くつばっこい：「くすぐったい」の意。
- くるう：「暴れ戯れる」の意。「くるいっこ」は「じゃれあい」を言う。
- すがく：「（蚕が）熟蚕になる」の意。
- すびる：「萎む」「（腫れが）ひく」の意。
- そそくる：「（破れたい類を）縫う」の意。
- だちがあかん/だちかん：「だめだ」の意。
- …だら：推量の終助詞。「…でしょう」「…だろう」
- たるくさい：「とろい」「情けない」の意。
- ちゃりる：「ふざける」の意。
- つくねる：「（乱雑に）積み重ねる」の意。
- べんこう：「早熟」の意。
- …なむ（し）/…なも（し）/…なあし：「…だなあ」の意。詠嘆を表す。
- ねぐさる：「（食べ物が）腐る」の意。
- ひとなる：「成長する」の意。他動詞形では「ひとねる」。
- ほかる：「捨てる」の意。
- …まいか：動詞について勧誘を表す。伊那谷では未然形（ア段）や連用形につき、木曽谷では未然形（ア段・オ段）や命令形につく。用例：（伊那谷 いかまいか、いきまいか / 木曽谷 いかまいか、いこまいか）
- やいやい：（感動詞）「あらあら」「おいおい」に該当。
- わや：「無理なこと」「わがまま」の意。

#### 南信州地域・上伊那南部地域
隣接する三河弁や遠州弁と類似する特徴を持つ。
- あいそしい：「かわいらしい」の意。
- あおたく：「仰ぎ見る」の意。
- あつけったい：「暑苦しい」の意。
- あらける：「（火や灰を）かき広げる」の意。
- あらかす/あらす：「（石などを）転がす」の意。
- いぐる：「寝返りを打つ」の意。
- いけえ：「いかが」の転訛。
- いせる：「わざとする」の意。
- いってきました：「ただいま」に相当する挨拶。「行って来ます」と対応させている。
- うまかりそうだ：「うまそうだ」
- うめる：「（水などを足して）薄める」の意。
- うら：「後ろ（の方）」の意。
- えらいき：「生意気」の意。
- おあがりて：「おあがりください」の意。
- おうちゃくい：「図々しいの意。
- おかしま：「正座」の意。
- おかたじけ：「ありがとう」の意。
- おったくる：「追い払う」の意。
- おったて：「霜柱」の意。
- かある：「倒れる」の意。
- かわらんべ/かーらんべ：「河童」の意。
- きいない：「黄色い」の意。
- きぶる：「不機嫌になる」の意。
- きやきやする：「じれったい」の意。
- きりばん：「まな板」の意。
- ぎゃらしい：「忌まわしい」の意。
- くすばっこい/くすばったい：「くすぐったい」の意。
- こんきい：「息苦しい」の意。
- さいぼうをふる：「指図する」の意。
- しだらがない：「だらしない」の意。
- じょうぶい：「丈夫な」の意。形容動詞が形容詞化したもの。
- じれじれする：「じれったい」の意。
- すうしい：「涼しい」の転訛。
- すこやか：「立派なこと」の意。
- ずつない：「苦しい」の意。
- …たくる：動詞に接続して「…しまくる」の意。用例：「悪口を言いたくる」
- だだくさもない/だだくさもない：「沢山有る」の意。
- たくなる：「（衣類が）折り重なる」の意。
- …だに：「…だよ」の意。
- たわける：「愚かなことをする」の意。
- ちゅうど：「当時」の意。
- ちょうらかす：「からかう」の意。
- つる：「手で持って運ぶ」の意。
- どざえる：「ふざけて騒ぐ」の意。
- どっすわる：「あぐらをかく」
- …ないよ：（勧誘/軽い命令） 「…してみたら？/…しなさい」の意。 〈用例〉「食べないよ。」（食べてみたら？/食べなさい）

おる（いるという意の方言）と組み合わせて「おいないよ。」とすると（来てみたら？/来なさい）となる。
- はならかす：「引き離す」の意。
- ほがける：「（果実の）初穂を食べる」の意。
- ほんやり：「どんど焼き」
- …ま：「…様」の意。用例：「おじーま（おじいさま）、おばーま（おばあさま）」
- …まるけ：「…だらけ」の意。
- みしる：「むしる」
- むきつけて：「面と向かって」の意。
- もっくら：「雪袴」の意。
- ややける：「慌てる」の意。
- ゆるさい：「余裕がある状態」の意。
- よだめる：（木の枝を）「曲げる」の意。
- らんごく：「乱雑なさま」
- …りん：「…してみなよ」の意。
- わごむ：「ゆがむ」「曲る」

#### 木曽地域
地理的・歴史的に（かつて美濃国恵那郡の一部であったことや、尾張藩領地であったことから）東海地方（名古屋弁・美濃弁・飛騨弁）の要素が濃い。場合によってはアクセントの遅上がりに注意。
- いっこくだ：：「融通が利かない」の意。
- いんね：「いいえ」の意。
- うい：「切ない」の意。
- おんし：「おまえ」「あなた」の意。（「お主」が変化したもの）
- かざ：「におい」の意。
- かやす：「返す」の意。
- こいべ：「今宵」「今晩」の意。
- ござらっしゃる：「いらっしゃる」の意。
- ずさない/ずさねえ：「大丈夫だ」「問題ない」の意。
- ずんねに：「ゆっくりと」の意。
- せぶる：「ねだる」の意。
- そうましい：「やかましい」の意。
- だぼ：「馬鹿」の意。
- ためらう：「（安全や健康などに）注意する」の意。
- とろくさい：「愚鈍だ」の意。
- にすい：「情けない」の意。
- ぬける：「土砂崩れを起こす」の意。
- やっとめ/やっとかめ：「ひさしぶり」の意。

## 音韻とアクセント

### 母音の特徴
- 母音の音素数は一部の地域を除いて[a],[e],[i],[o],[ɯ]の5つである。奥信濃方言では[ɯ]が中舌母音化して[ɯ̈]となり、[i]は少し中舌的である。したがって、「し」と「す」、「ち」と「つ」の区別が明瞭ではなく、いわゆるズーズー弁的母音である。この発音は長野市松代町寺尾や千曲市森にも残存しており、かつては北信地方で相当広く用いられていたと思われる[23]。千曲市森では「し」と「す」、「ち」と「つ」、「じ」と「ず」の音韻的対立がなく、これらにあたるところはそれぞれ、[tsï]、[dzï]〜[zï]があらわれる[16]。また奥信濃方言では越後方言（魚沼地方）に見られるような[ɛ],[ɔ]があり計7つとなる。例：用事→[jo:dʒi]/楊枝[jɔ:dʒi]、姪→[me:]/前[mɛ:]
- 奥信濃方言、北信方言では「子音+ユ」の音声が「子音+ヨ」になる傾向がある。例：巡査→[zjonsa]
また東信方言では同様の音声が「子音+イ」になる傾向がある。例：巡査→[zinsa]
- 奥信濃方言、北信方言、東信方言では「イ」と「エ」の混同があり、特に語頭において顕著である。但し奥信濃方言の[ɛ]は[i]と混同しない。
  - 奥信濃方言、北信方言では語頭の「イ」と「エ」は音韻対立を欠き、後者に同調する傾向がある。例：隠居→[enkjo]
  - 東信方言では語頭の「イ」と「エ」は音韻対立を保ちながら、両者が混同される傾向がある。例：益虫→[ikitʃɯ:]
- 奥信濃方言では「ウ」と「オ」の混同もあり、単独に発音される「ウ」と「オ」、「ム」と「モ」、「ル」と「ロ」などの区別を持たない[16]。
- 連母音[ai][ae][aja]は長野県下の多くの地域で融合して[e:]になる。南信方言では地域によって[e:]、[ja:]、[æ]になる。但し木曽地域の北部及び山間部を除く地域、下伊那地域の飯田市を中心とする地域と岐阜県・愛知県と接する地域では融合が起きずにそのまま残る。連母音[oi]、[ui]も同様に多くの地域で[e:]になるが、[oi]は木曽地域（山間部除く）や下伊那地域、上伊那地域の南部では融合は起こらず、[ui]は木曽地域（山間部除く）と上下伊那地域では融合は起こらない[6]。また[e]は木曽地方の大半で[je]になる[25]。
- 長野県下の大半がモーラ方言性を帯びるが、奥信濃の秋山郷と木曽開田高原にはシラビーム方言性があるとされる。

### 子音の特徴
- 助詞「を」を文字通り「ヲ[wo]」と発音し、「オ[o]」とは明確に区別される。
- 秋山郷には上記7母音のみならず、子音にも特異な音韻が存在する。
- 奥信濃方言では「キ」と「チ」の発音の区別を持たない[16]。
- 長野県下の大半では、ガ行」が鼻濁音[ŋ]になる傾向があるが（「が行」が語頭に来た場合のみ破裂音）、奥信濃方言や東信方言の軽井沢町や佐久市馬坂では破裂音の[g]のみとなる。また、南牧村の一部でもガ行鼻音を欠くときがある[24]。
- 奥信濃方言や北信方言の一部（下水内・下高井）、中信方言の一部（安曇）では、語中に来る「カ行」が有声化（濁音化）して「ガ行」になる語が見られる。例：堰→[seŋi]
- 奥信濃方言、北信方言では、末尾が撥音の名詞に助詞「は」「を」及び鼻濁音の「が」が接続すると連声する傾向がある。但し奥信濃方言の破裂音の「が」は連声しない。例：本は→[hoɴna] 本を→[hoɴno] 参照：連声。
- 奥信濃方言、北信方言を中心に、かつては「カ[ka]」と合拗音の「クヮ[kwa]」の区別もあったが、現在では「カ」に統一されつつある。
例：家事→[kadʒi]/火事→[kwadʒi]、河岸→[kaʃi]/菓子→[kwaʃi] 参照：字音仮名遣#日本語で「同音」になっている漢字、熟語の例。
- 東信方言の一部（佐久）においては、「ヒ」と「シ」、「ヒャ」と「シャ」、「ヒュ」と「シュ」、「ヒョ」と「ショ」の音韻対立を欠き、いずれも後者に同調する傾向がある。またさほど顕著ではないが、松本市周辺や長野市周辺でも混同が見られる[24]。例：東→[ʃiŋaʃi]、百→[ʃakɯ]

### アクセントの特徴
- アクセント体系は、全県が東京式アクセント（乙種アクセント、第2種アクセント）に属し、その中の大半は中輪東京式に分類されるが、北信地方と南信地方最南端部に於いては外輪東京式となる（金田一春彦、1977年）。
- 自立語単独のアクセントは語彙と共に静岡県・山梨県のものに近似し、共通語ともさほど乖離は大きくないとされる[37]。
- 附属語の中には自立語に接続することで、自立語のアクセントを平板型から起伏型に、或いは平板型から起伏型に変化させるものが多々ある。しかし長野県方言は共通語よりもこの影響を受けにくく、両者のアクセントの結合度が共通語と比べるとかなり弱いため（附属語の式が異なるため[38]）、特に東信方言以外では共通語や他県の方言との乖離が大きくなる。
例：助詞「のに」→共通語では下接式/長野県（東信以外）では独立式　助詞「たがる」→共通語では支配式/長野県（東信以外）では声調式
- 若年層では言語形成期におけるテレビ放送の音声の影響が大きく、伝統的なアクセントを喪失しつつある（馬瀬良雄、1981年[39]）。一方で若年層の間に、京阪式アクセントへの同調が生まれ、共通語化の流れに逆行する現象もわずかながら散見される[6]。例：「2月」、「4月」、「熊」の尾高型から頭高型への変化。南信方言に限ってはギア方言の影響を受け「服」、「靴」等の語句も尾高型から頭高型へ変化したり、地域によっては両型が併用されている。これも京阪式と同様のアクセントである。
- 長野県下の大半では、1拍目と2拍目はどのアクセント類型でも必ずピッチの高低が違うが、木曽谷では主に3拍以上の名詞の尾高型や平板型のものに、ギア方言に見られるような、1拍目と2拍目以降がともに低ピッチのままで、ピッチの上昇が3拍目以降にずれ込む「遅上がり」現象が見られる。例：友達が（ともだちが, ともだちが）、頭が（あたまが）
- 南信地方最南端部の静岡・愛知県境から静岡県北遠地方・愛知県奥三河地方にかけては、3拍以上の名詞では尾高型アクセントが全般的に欠落しており、頭高型・中高型・平板型の3類型のみとなる。3拍名詞では、共通語で尾高型に発音されるものは中高型に発音されることが多い[40][41]。また、4拍名詞では、共通語でかつて尾高型に発音されていたものは2拍目にアクセント核を置く中高型に発音されることが多い[6]。
ただし、3拍名詞では2拍目が撥音・促音の場合のみ尾高型になる。例：尻尾（しっぽ）、女（おんな）
- 中信方言松本市では、疑問文の文末イントネーションが、語頭に疑問詞を置く場合(Wh疑問文)は下降調に、置かない場合（Yes/No疑問文）は上昇調になる（その他の地域は不明）[42]。共通語ではどちらも上昇調になる。例：何が欲しい？（下降調）、なんか欲しい？（上昇調）
- 北安曇では、動詞の連用形に依頼の終助詞「て」が接続する場合、語尾に若干のゆすり音調が現れる。例：買って来て（かってき[て]ぇ[え]）、寄って行って（よってっ[て]ぇ[え]）

### 音韻の特徴がアクセントに及ぼす影響
- 奥信濃、北信、東信の各方言や、中信方言の一部（北安曇北部）においては、無声子音に「[i]母音」や「[ɯ]母音」がつく場合など、特定の条件下で母音が無声化する現象が起こるが、中信方言の大半や南信方言においてはそれがみられない。そのため前者（こちらは共通語に同じ）と後者で名詞や動詞のアクセントの位置が異なることがある。
例：機械（無声化あり→きかい [ki ̥kai]/無声化なし→きかい[kikai]）、不必要（無声化あり→ふひつよう [ɸɯçi̥ʦɯyo:]/無声化なし→ふひつよう [ɸɯçiʦɯyo:]）
新しさ（無声化あり→あたらしさ [ataraʃi ̥sa]）/無声化なし→あたらしさ [ataraʃisa]）、来た時（無声化あり→きたとき [ki ̥tatoki]/無声化なし→きたとき [kitatoki]）
- 共通語は撥音にアクセント核を置くことを回避するが、長野県方言は回避しない。　例：本屋（ほんや [hoɴja] /ɴ/　共通語：ほんや）
- 連母音にアクセント核が置かれる場合、共通語においては前部拍に置かれるが、長野県方言においては後部拍に置かれる。そのため、主に以下の場合で共通語アクセントとの間に差がでる。
  - 「ウ」で終わる中高型動詞からの転成名詞で連母音を持つもの　例：思い（おもい [omoi] /oi/　共通語：おもい）
  - 平板型の用言を尾高型に変化させる性質のある助詞や助動詞が接続する場合　例：軽いぞ（かるいぞ [karɯidzo] /ui/　共通語：かるいぞ）
    - さらにこの法則により、共通語において頭高型で発音する動詞が中高型になることがあるが、この点は上記と違い長野県下でも地域差が出る。
例：参った（まいった [maitta] /ai/　共通語：まいった）、帰った（かえった [kaetta] /ae/　共通語：かえった）

### 自立語のアクセントの相違
- 長野県下の対比、あるいは共通語との対比において、アクセントのパターンが異なるものは多いが、逐語的な列挙では膨大な数にのぼる上に地域差が大きいので、品詞や類別語彙ごとに特徴のあるものを取り上げる。
- 特筆しない限り、共通語化が進む以前の伝統的なアクセントの傾向を載せる[6]。地域は方言区画のもの。

| 品詞     | 拍                          | 類                          | 共通語                                                                           | 共通語と相違のある長野県のアクセント | 共通語と相違のある長野県のアクセント                                                            | 共通語と相違のある長野県のアクセント     |
| 品詞     | 拍                          | 類                          | アクセント                                                                       | アクセント                           | 該当する地域                                                                                    | 用例                                     |
| -------- | --------------------------- | --------------------------- | -------------------------------------------------------------------------------- | ------------------------------------ | ----------------------------------------------------------------------------------------------- | ---------------------------------------- |
| 名詞     | 2                           | 2                           | 尾高型が優勢                                                                     | 平板型が優勢※1                       | 奥信濃、北信 南信の一部（最南端部）                                                             | 石（いし）                               |
| 名詞     | 3                           | 3                           | （1）頭高型と（2）平板型が拮抗                                                   | （1）（2）とも中高型が優勢           | 東信、中信 南信の大半（最南端部を除く）                                                         | （1） 鮑（あわび）                       |
| 名詞     | 3                           | 3                           | （1）頭高型と（2）平板型が拮抗                                                   | （1）（2）とも中高型が優勢           | 東信、中信 南信の大半（最南端部を除く）                                                         | （2） 小麦（こむぎ）                     |
| 名詞     | 3                           | 4                           | 尾高型が優勢                                                                     | 尾高型を欠くため 中高型が優勢        | 南信の一部（最南端部）                                                                          | 男（おとこ）                             |
| 名詞     | 3                           | 5                           | 頭高型が優勢                                                                     | 中高型が優勢                         | 東信、中信 南信の大半（最南端部を除く）                                                         | 涙（なみだ）                             |
| 名詞     | 3                           | 6,7                         | 平板型が優勢                                                                     | 頭高型が優勢                         | 奥信濃方言と、以下の山間地 北信の一部（西山） 中信の一部（北安曇北部） 南信の一部（木曽北西部） | 兎（うさぎ,6類） 芥子（からし,7類）      |
| 名詞     | 4                           | A,B                         | 本来A型（尾高型）だった語は B型（3拍目にアクセント核を置く中高型）に移行している | 依然としてA型が優勢                  | 以下の地域を除く 奥信濃 北信の一部（新潟県境） 南信の一部（最南端部）                           | 年寄り （A型:としより） （B型:としより） |
| 動詞     | 3                           | 2（B群）                    | 中高型                                                                           | 頭高型                               | 北信の一部（西山） 中信の一部（安曇）                                                           | 出来る（できる）                         |
| 動詞     | 4                           | 2（B群）                    | 3拍目にアクセント核を置く中高型                                                  | 2拍目にアクセント核を置く中高型      | 北信の一部（下水内） 中信の一部（安曇・筑摩） 南信の一部（静岡県境）                            | 答える（こたえる）                       |
| 複合動詞 | 起伏型+起伏型 起伏型+平板型 | 起伏型+起伏型 起伏型+平板型 | 平板型                                                                           | （1）頭高型                          | 中信、南信                                                                                      | 逃げ出す（にげだす）                     |
| 複合動詞 | 起伏型+起伏型 起伏型+平板型 | 起伏型+起伏型 起伏型+平板型 | 平板型                                                                           | （2）3拍目にアクセント核を置く中高型 | 全県的に若年層に多い                                                                            | 逃げ出す（にげだす）                     |
| 形容詞   | 3,4                         | 1                           | 平板型                                                                           | 起伏型                               | 南信の一部 （木曽南部・西部の岐阜県境）                                                         | 赤い（あかい） 明るい（あかるい）        |

※1外輪東京式アクセントの特徴とされる。

2拍名詞第2類の比較表
| 2拍名詞 第2類 | 外輪   | 外輪 | 外輪 | 中輪 | 中輪 | 中輪 | 中輪   | 外輪 |
| 2拍名詞 第2類 | 秋山郷 | 飯山 | 長野 | 佐久 | 松本 | 飯田 | 南木曽 | 天龍 |
| ------------- | ------ | ---- | ---- | ---- | ---- | ---- | ------ | ---- |
| 歌※1          | うた   | うた | うた | うた | うた | うた | うた   | うた |
| 痣※2          | あざ   | あざ | あざ | あざ | あざ | あざ | あざ   | あざ |
| 下            | しも   | しも | しも | しも | しも | しも | しも   | しも |
| 雪            | ゆき   | ゆき | ゆき | ゆき | ゆき | ゆき | ゆき   | ゆき |
| 鞍            | くら   | くら | くら | くら | くら | くら | くら   | くら |
| 川※3          | かわ   | かわ | かわ | かわ | かわ | かわ | かわ   | かわ |
| 紙※4          | かみ   | かみ | かみ | かみ | かみ | かみ | かみ   | かみ |
| 石            | いし   | いし | いし | いし | いし | いし | いし   | いし |
| 梨※5          | なし   | なし | なし | なし | なし | なし | なし   | なし |
| 北            | きた   | きた | きた | きた | きた | きた | きた   | きた |

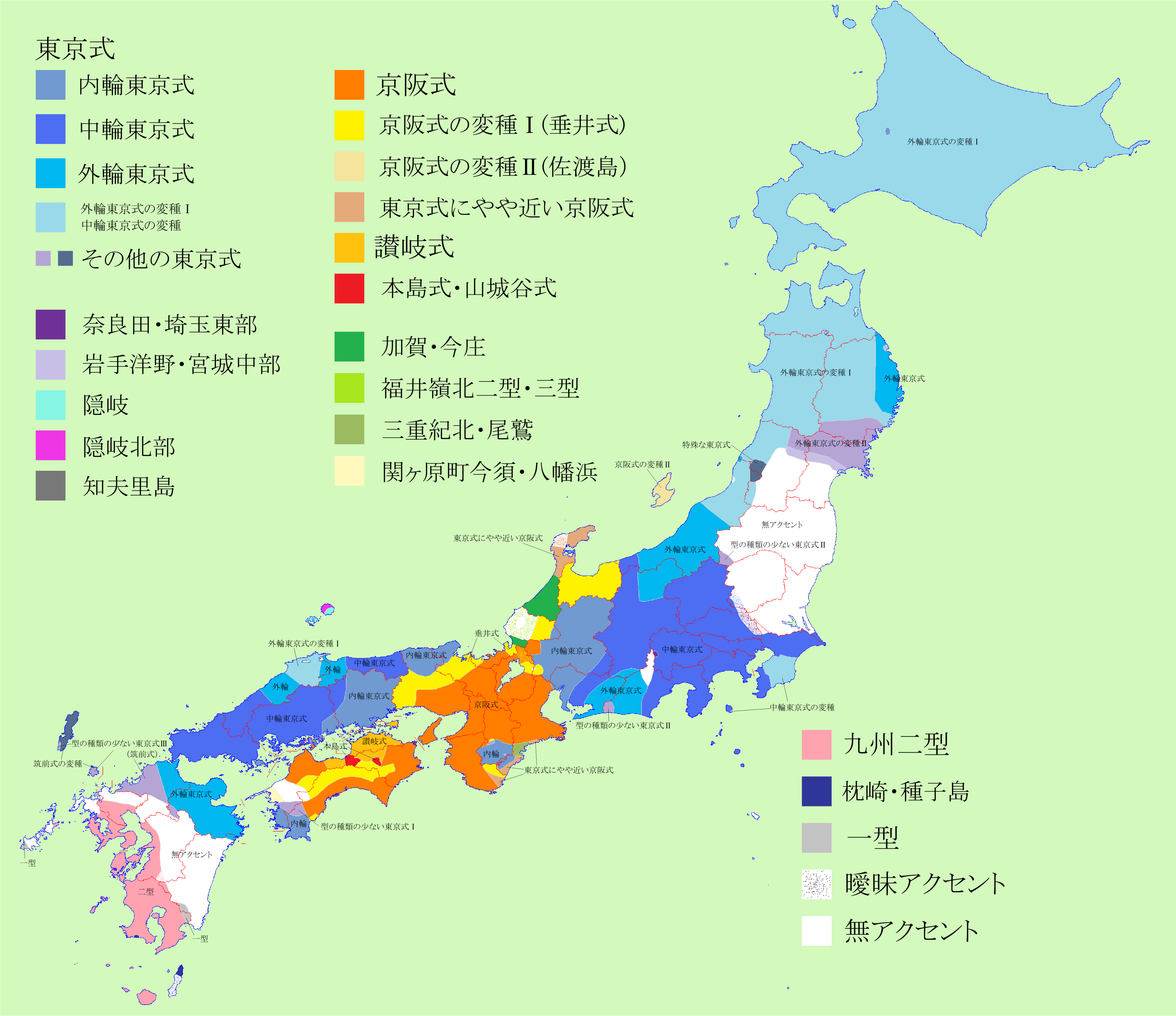
長野県下には中輪東京式と外輪東京式が分布している。

※1 「旅」、「冬」、「町」も県下全域で尾高型。

※2 「旗」、「村」も同様の分布を示す。

※3 「胸」、「橋」も同様の分布を示す。

※4 「肘」、「音」、「弦」も同様の分布を示す。

※5 「人」も同様の分布を示す。
疑問詞の比較表
| 疑問詞 | 疑問詞 | 長野   | 佐久   | 松本   | 飯田   |
| ------ | ------ | ------ | ------ | ------ | ------ |
| 代名詞 | 幾つ※1 | いくつ | いくつ | いくつ | いくつ |
| 代名詞 | どれ   | どれ   | どれ   | どれ   | どれ   |
| 代名詞 | 幾ら※2 | いくら | いくら | いくら | いくら |
| 連体詞 | どの   | どの   | どの   | どの   | どの   |
| 連体詞 | どんな | どんな | どんな | どんな | どんな |
| 副詞   | 何時※3 | いつ   | いつ   | いつ   | いつ   |

※1「何」も同様の分布を示す。

※2「誰」、「何処」も同様の分布を示す。

※3「何故」も同様の分布を示す。
- 比較表より、北信方言の長野では全て平板型や尾高型であったものが、南に下るにつれ頭高型が増え、南信方言の飯田では全て頭高型になっていることが読み取れるが、南信方言においても駒ヶ根市赤穂や根羽村では平板型や尾高型を取る場合が多い。これは、駒ヶ根市赤穂は独自のアクセントと思われ、根羽村では三河方面のアクセントの影響と思われる。

### 附属語のアクセントの相違
- 概して、共通語の用言のアクセントを平板型から起伏型（主に尾高型、特殊拍回避により中高型も）に変化させ、自らはアクセント核を持たない助詞や助動詞が（下接式アクセント）、長野県方言では用言がそのまま平板型アクセントを保ち、助詞や助動詞にアクセント核が移る（独立式アクセント）というパターンが多い[6]。
- 対照的に、共通語の体言のアクセントを起伏型から平板型に変化させ、自らアクセント核を持つ助詞や助動詞が（支配式アクセント）、長野県方言では体言がそのまま起伏型アクセントを保ち、アクセント核が助詞や助動詞へ移らない（従接式アクセント）というパターンもある[6]。
- 平板型動詞に接続した場合の補助動詞「いる」の活用形は、短縮形になると共通語のアクセントが平板型から起伏型に変化するが、長野県方言においては平板型のまま変化しない。

| 附属語                                                       | 共通語                                      | 共通語と相違のある長野県のアクセント                                   | 共通語と相違のある長野県のアクセント                | 共通語と相違のある長野県のアクセント                                         |
| 附属語                                                       | アクセント                                  | アクセント                                                             | 該当する地域                                        | 用例                                                                         |
| ------------------------------------------------------------ | ------------------------------------------- | ---------------------------------------------------------------------- | --------------------------------------------------- | ---------------------------------------------------------------------------- |
| 起伏型動詞 +助動詞「ない」                                   | 「な」の直前まで高い （声調式）             | 語幹から「な」にアクセント （声調式）                                  | 東信以外の全域                                      | 帰らない（かえらない）                                                       |
| 起伏型動詞 +助動詞「せる・させる」                           | 語幹から「せ」にアクセント （声調式）       | 「せ」の直前まで高い （声調式）                                        | 中信の一部 （安曇・筑摩）                           | 持たせる（もたせる） 見させる（みさせる）                                    |
| 起伏型動詞 +助動詞「れる・られる」                           | 語幹から「れ」にアクセント （声調式）       | 「れ」の直前まで高い （声調式）                                        | 中信の一部 （安曇・筑摩）                           | 持たれる（もたれる） 帰られる（かえられる）                                  |
| 平板型動詞 +助詞「て」 +補助動詞「た（いたの短縮形）」※1     | 語幹から「て」にアクセント （下接式）       | 平板型 （独立式）                                                      | 全域                                                | 買ってた（かってた）                                                         |
| 平板型動詞 +助詞「て」 +補助動詞「て（いての短縮形）」※1     | 語幹から最初の「て」にアクセント （下接式） | 平板型 （独立式）                                                      | 全域                                                | 買ってて（かってて）                                                         |
| 平板型動詞 +助詞「て」 +補助動詞「ない（いないの短縮形）」※1 | 語幹から「な」にアクセント （独立式）       | 平板型 （独立式）                                                      | 全域                                                | 買ってない（かってない）                                                     |
| 平板型動詞 +助詞「ながら」                                   | 平板型 （声調式）                           | 語幹から「な」にアクセント※3 （支配式）                                | 東信                                                | 買いながら（かいながら）                                                     |
| 平板型動詞 +助詞「たい」                                     | 平板型 （声調式）                           | 語幹から「た」にアクセント※3 （支配式）                                | 東信                                                | 買いたい（かいたい）                                                         |
| 平板型動詞 +助詞「に」                                       | 平板型 （独立式）                           | 「に」の直前まで高い （下接式）                                        | 全域                                                | 買いに（かいに）                                                             |
| 平板型動詞 +助詞「て」 +助動詞「おく」                       | 平板型 （独立式）                           | 語幹から「お」にアクセント （独立式）                                  | 全域                                                | 買っておく（かっておく）                                                     |
| 平板型動詞 +助詞「て」 +助動詞「しまう」「ちゃう（融合形）」 | 平板型 （独立式）                           | 語幹から「ま」にアクセント （融合形は「ちゃ」にアクセント） （独立式） | 全域                                                | 買ってしまう（かってしまう）、 買っちゃう（かっちゃう）                      |
| 平板型動詞 +助詞「な（禁止）」※2                             | 「な」の直前まで高い （下接式）             | 平板型 （独立式）                                                      | 奥信濃、北信 南信の一部 （上伊那南部・下伊那）      | 買うな（かうな）                                                             |
| 平板型動詞 +助動詞「たがる」                                 | 語幹から「が」にアクセント （支配式）       | 平板型※4 （声調式）                                                    | 東信以外の全域                                      | 買いたがる（かいたがる）                                                     |
| 平板型動詞 +助詞「まい（決意）」                             | 語幹から「ま」にアクセント （支配式）       | 平板型※4 （声調式）                                                    | 東信以外の全域                                      | 買うまい（かうまい）                                                         |
| 平板型動詞 +助詞「から」※2                                   | アクセント核は「か」より前※6 （下接式）     | 語幹から「か」まで高い （独立式）                                      | 奥信濃、北信                                        | 赤いから（あかいから）                                                       |
| 動詞 +助動詞「ます」「ました」                               | 語幹から「ま」にアクセント （支配式）       | 平板型 （支配式）                                                      | 中信                                                | 帰ります（かえります） 買いました（かいました）                              |
| 平板型形容詞 +活用語尾「く」 +助詞「ても」※2                 | 「く」の直前まで高い （下接式）             | 語幹から「く」にアクセント （下接式）                                  | 東信以外の全域                                      | 赤くても（あかくても）                                                       |
| 平板型形容詞 +活用語尾「かっ」 +助動詞「た」                 | 「か」の直前まで高い※7 （下接式）           | （1）語幹から「か」にアクセント （下接式）                             | 東信、南信 中信の一部 （諏訪・上伊那北部）          | 赤かった（あかかった）                                                       |
| 平板型形容詞 +活用語尾「かっ」 +助動詞「た」                 | 「か」の直前まで高い※7 （下接式）           | （2）平板型 （独立式）                                                 | 奥信濃、北信                                        | 赤かった（あかかった）                                                       |
| 平板型形容詞 +助詞「ければ」※2                               | 「け」の直前まで高い※7 （下接式）           | 語幹から「け」にアクセント （独立式）                                  | 東信以外の全域                                      | 赤ければ（あかければ）                                                       |
| 平板型形容詞 +助詞「です」※2                                 | アクセント核は「で」より前※6 （下接式）     | 語幹から「で」にアクセント※5 （独立式）                                | 東信以外の全域                                      | 赤いです（あかいです）                                                       |
| 平板型形容詞 +助詞「か」「かな」※2                           | アクセント核は「か」より前※6 （下接式）     | 平板型※5 （独立式）                                                    | 奥信濃、北信                                        | 赤いかな（あかいかな）                                                       |
| 平板型形容詞 +助詞「さ」※2                                   | アクセント核は「さ」より前※6 （下接式）     | 平板型※5 （独立式）                                                    | 奥信濃、北信                                        | 赤いさ（あかいさ）                                                           |
| 平板型名詞・動詞 +助詞「まで」                               | 語幹から「ま」にアクセント （独立式）       | 尾高型 （独立式）                                                      | 奥信濃 北信 （更級・埴科を除く） 中信 （安曇･筑摩） | それまで（それまで） 買うまで（かうまで）                                    |
| 平板型用言 +助詞「けれど」※2                                 | アクセント核は「け」より前※6 （下接式）     | 語幹から「け」にアクセント （独立式）                                  | 東信以外の全域                                      | 買うけれど（かうけれど） 赤いけれど（あかいけれど）                          |
| 平板型用言 +助詞「かい」※2                                   | 「か」の直前まで高い （下接式）             | 語幹から「か」にアクセント※5 （独立式）                                | 奥信濃、北信                                        | 買うかい（かうかい） 赤いかい（あかいかい）                                  |
| 平板型用言 +助詞「やら」※2                                   | アクセント核は「や」より前※6 （下接式）     | 語幹から「や」にアクセント※5 （独立式）                                | 奥信濃、北信                                        | 買うやら（かうやら） 赤いやら（あかいやら）                                  |
| 平板型用言 +助詞「のに」「ので」※2                           | アクセント核は「の」より前※6 （下接式）     | 語幹から「の」にアクセント （独立式）                                  | 東信以外の全域                                      | 買うのに（かうのに） 赤いので（あかいので）                                  |
| 平板型用言 +助動詞「そうだ（伝聞）」                         | 語幹から「そ」にアクセント （独立式）       | 平板型 （独立式）                                                      | 東信以外の全域                                      | 買うそうだ（かうそうだ） 赤いそうだ（あかいそうだ）                          |
| 平板型体言・用言 +助動詞「らしい」                           | 語幹から「し」にアクセント （支配式）       | 平板型※4 （声調式）                                                    | 奥信濃、北信                                        | それらしい（それらしい） 赤いらしい（あかいらしい） 買うらしい（かうらしい） |
| 起伏型体言 +助詞「だけ」※8                                   | 語幹から「け」にアクセント （支配式）       | 体言のアクセントを準用 （従接式）                                      | 全域                                                | ちょっとだけ（ちょっとだけ）                                                 |
| 起伏型体言 +助詞「ばかり」※8                                 | 語幹から「ば」にアクセント （支配式）       | 体言のアクセントを準用 （従接式）                                      | 全域                                                | ちょっとだけ（ちょっとばかり）                                               |
| 起伏型体言 +助詞「どころか」※8                               | 語幹から「ど」にアクセント （支配式）       | 体言のアクセントを準用 （従接式）                                      | 全域                                                | ちょっとどころか（ちょっとどころか）                                         |

※1短縮形になると、共通語のアクセントが平板型から起伏型に変化する補助動詞。

※2共通語の用言のアクセントを平板型から起伏型に変化させる性質のある助詞、助動詞。

※3起伏型の場合はこちらが共通語と同じアクセントになる。

※4起伏型に接続すると共通語と同じアクセントに変化する。

※5平板型の体言ではこちらが共通語と同じアクセントになる。

※6共通語は連母音の後部拍にアクセント核を置かない。例：「あかいのに」

※7共通語の母音の無声化によってアクセント核の位置が2拍前にある語彙もある。例：「かなしかった」

※8共通語の体言のアクセントを起伏型から平板型に変化させる性質のある助詞、助動詞。

### 数詞・助数詞のアクセントの相違
- xには任意の数字が入る。
- 助数詞については月は12まで、それ以外は10までについて言及する。

| 語彙          | 共通語 | 長野県 | 備考                                                                                                |
| ------------- | --- | --- | --------------------------------------------------------------------------------------------------- |
| 数詞          | 10 とお、13 じゅうさん、15 じゅうご、19 じゅうく、20 にじゅう                                                   | 10 とお、13 じゅうさん、15 じゅうご、19 じゅうく、20 にじゅう                                                   | 「日」※1「年」※2等がついた場合もこれに準じる                                                        |
| 数詞          | 15秒 じゅうごびょう、20秒 にじゅうびょう、30秒 さんじゅうびょう                                                 | 15秒 じゅうごびょう、20秒 にじゅうびょう、30秒 さんじゅうびょう                                                 | 「15」「20」「30」に続く数詞は共通語で頭高になるものが多い。                                        |
| 億            | x億 xおく（アクセント核は「お」より前）                                                                         | x億 xおく | |
| 日            | 二三日 にさんにち、四五日 しごにち、四十九日 しじゅうくにち、二百十日 にひゃくとおか、二百二十日 にひゃくはつか | 二三日 にさんにち、四五日 しごにち、四十九日 しじゅうくにち、二百十日 にひゃくとおか、二百二十日 にひゃくはつか | 「10日（とおか）」「20日（はつか）」は共通語に同じ                                                  |
| 月            | 2月 にがつ、4月 しがつ                                                                                          | 2月 にがつ、4月 しがつ                                                                                          | 主に若年層のみ、中高年層は概ね共通語に同じ。                                                        |
| 時間 （単位） | x時間 xじかん                                                                                                   | x時間 xじかん                                                                                                   | |
| 匹            | 1匹 いっぴき、6匹 ろっぴき 8匹 はっぴき、10匹 じゅっぴき                                                        | 1匹 いっぴき、6匹 ろっぴき 8匹 はっぴき、10匹 じゅっぴき                                                        | 「曲」、「足（そく）」、「冊」、「拍」、「泊」、「隻」等もこれに準じる※4                            |
| 台            | 5台 ごだい、9台 くだい                                                                                          | 5台 ごだい、 9台 くだい                                                                                         | 「艘（そう）」、「代」、「題」、「杯」、「本」、「枚」、「問」等もこれに準じる※3                    |
| 番            | 3番 さんばん、5番 ごばん                                                                                        | 3番 さんばん、5番 ごばん                                                                                        | 「段」もこれに準じる※3                                                                              |
| 巻            | 4巻 よんかん、7巻 ななかん 9巻 きゅうかん                                                                       | 4巻 よんかん、7巻 ななかん 9巻 きゅうかん                                                                       | 「点」もこれに準じる                                                                                |
| 円            | 2円 にえん、3円 さんえん 6円 ろくえん、8円 はちえん                                                             | 2円 にえん、3円 さんえん 6円 ろくえん、8円 はちえん                                                             | |
| 人            | 3人 さんにん、4人 よにん 5人 ごにん、9人 くにん                                                                 | 3人 さんにん、4人 よにん 5人 ごにん、9人 くにん                                                                 | 名詞的用法では共通語と異なる※4                                                                      |
| 男            | 次男 じなん | 次男 じなん | 共通語では「次男」のみ「な」にアクセント核を置いてはならないが 「長男」と「三男以降」は許容される。 |
| 回            | x回 xかい 但し4回、7回、9回のアクセント核は「か」より前                                                         | x回 xかい | 名詞的用法では共通語と異なる※4                                                                      |
| 通            | x通 xつう 但し4通、7通、9通のアクセント核は「つ」より前                                                         | x通 xつう（アクセント核は「つ」より前）                                                                         | 「4通」「7通」「9通」のみ共通語に同じ※4                                                             |
| 班            | x班 xは(ぱ)ん（頭高） 但し7班、8班のアクセント核は「は(ぱ)」の直前                                              | x班 xは(ぱ)ん                                                                                                   | 「犯」、「版」もこれに準じる                                                                        |
| 畳            | x畳 xじょう | x畳 xじょう（アクセント核は「じょ」より前）                                                                     | 「合（ごう）」、「銭（せん）」もこれに準じる※4                                                      |

※1「10日（とおか）」は平板。「14（じゅうよん）」は頭高ではないが、「14日（じゅうよっか）」は頭高になる。

※2「13年（じゅうさんねん）」は頭高にならない。

※3「5（ご）」「9（く）」は共通語の伝統的アクセントにおいてはアクセント核を持たない「ご」「く」であったとされる。

※4たいていの場合、副詞的用法では平板になる。（「畳」を除く）

### 地名のアクセントの相違
- ○○郡、○○市、○○町は固有地名の末尾にアクセント核を置く中高型、○○村は原則として平板型となる（例外あり）。
- 以下の項では「郡」「市」「町」「村」がつかない固有地名について長野県で用いられているアクセントを記す。

#### 「長野」のアクセント
県名ならびに市名の「長野」のアクセントについては、平板型（ながの:0型）、頭高型（ながの:1型）、中高型（ながの:2型）、尾高型（ながの:3型）の4類型がある。共通語アクセントは1型（古くは3型）であり、長野県下でも共通語に合わせる傾向が見られる。
長野県下におけるアクセント分布
- 上下水内・上下高井地域 - 1型、0型
- 上小・更級・埴科・北佐久地域 - 2型
- 南佐久地域 - 2型、3型
- 北安曇地域 - 0型、2型
- 南安曇・東筑摩地域 - 2型、3型
- 諏訪地域 - 2型
- 上伊那地域 - 3型
- 下伊那地域 - 2型、3型
- 木曽地域 - 2型

1998年の長野オリンピックの際も「長野」の言い方が一部マスコミで話題になり、あるスポーツ新聞の調査では「地元でも（頭高型と平板型が）半々で使われている」という報道があった。地元民が頭高型の「長野」を使う場合は、近隣市の「中野市」を「中野」と言うときと紛らわくないように使う場面が多い。このように地名に関しては、地元の言葉と共通語との違いが多々見受けられる。

#### 平板型
多くの場合、高齢者層を中心にして尾高型に発音される傾向もある。
- 青木村
- 飯綱町
- 池田町
- 上田市
- 売木村
- 王滝村
- 大桑村
- 大鹿村
- 川上村
- 駒ヶ根市
- 小諸市
- 佐久穂町
- 喬木村
- 筑北村
- 豊丘村
- 南木曽町
- 原村
- 宮田村
- 御代田町
- 泰阜村

例外あり
- 小布施町
- 栄村
- 長和町
- 小川村
- 根羽村
- 平谷村

上記4町村は頭高型も聞かれる。
- 北佐久郡
- 下條村
- 高山村
- 埴科郡

上記4郡町村は2拍目にアクセント核を置く中高型も聞かれる。
- 安曇野市

3拍目にアクセント核を置く中高型も聞かれる。
- 岡谷市

共通語は頭高型のみ。
- 軽井沢町

共通語は2拍目または3拍目にアクセント核を置く中高型。古くは「かるいさわ」と発音され、地元住民は現在もそのように呼称する。
- 長野市、県

尾高型や中高型も聞かれる。共通語は頭高型のみ。

#### 尾高型
- 飯島町[15]
- 飯田市[6][15]
- 麻績村
- 木祖村
- 辰野町[15]

例外あり
- 伊那市

共通語は頭高型と平板型。
- 木曽町、郡

共通語は平板型も認めている。
- 佐久市

共通語は頭高型と平板型。
- 塩尻市

共通語は2拍目にアクセント核を置く中高型も認めている。
- 信濃町、令制国名

共通語は頭高型も認めている。
- 諏訪市、郡

共通語は頭高型も認めている。
- 松本市

共通語及び北信方言では平板型。
- - 中野市

平板型

#### 頭高型
- 阿智村
- 生坂村
- 大町市
- 坂城町
- 須坂市
- 天龍村
- 東御市
- 白馬村

例外あり
- 小谷村
- 千曲市

上記2市町村は平板型も聞かれる。
- 阿南町 ※県下で唯一「ちょう」と読む

「町」がつく場合は2拍目にアクセント核を置く中高型になる。
- 飯山市

共通語は平板型のみ。
- 小海町

共通語は平板型も認めいてる。
- 茅野市

共通語は平板型のみ
- 富士見町

共通語は平板型と尾高型のみ。

#### 中高型
原則として3 - 4拍語地名は2拍目、5拍語地名は3拍目、6 - 7拍語地名は4拍目にアクセント核を置く。
- 上松町
- 上伊那郡
- 上高井郡
- 上水内郡
- 木島平村
- 北相木村
- 北安曇郡
- 下伊那郡
- 下高井郡
- 下水内郡
- 高森町
- 小県郡
- 中川村
- 野沢温泉村
- 東筑摩郡
- 松川町、村
- 南相木村
- 南佐久郡
- 南牧村
- 南箕輪村
- 山形村
- 山ノ内町

例外あり
- 箕輪町

頭高型も聞かれる。
- 朝日村

一般名詞としての共通語は頭高型のみ。
- 下諏訪町

共通語は平板型のみ。
- 立科町

共通語は平板型も認めている。

#### 村のアクセントの例外
- 一部の村に於いては「村」がつく場合であっても平板型にはならずに、その直前にアクセント核を置くものも聞かれる。（「○○○○町」と言う時のようなアクセントになる） 例：栄村（さかえむら）、山形村（やまがたむら）等。

## 信州弁を話す著名人
- 麻ミナ：連続テレビ小説「おひさま」で信州方言指導を担当
- 上條恒彦
- 滝沢沙織
- 田中要次
- 藤森慎吾
- 峰竜太
- あらじい：自身のブログで癖の非常に強い方言による文章を作成

## 長野県方言が作中で使われた作品一覧
- 47都道府犬 -  声優バラエティー SAY!YOU!SAY!ME!内で放映された短編アニメ。郷土の名産をモチーフにした犬たちが登場する。長野県は、山葵がモチーフの長野犬として登場し、『やめるだにぃ!!』など話す。声優は、長野県出身の伊藤かな恵が担当している。